# Tučňáci
Tučňáci (Sphenisciformes) jsou nelétaví ptáci, kteří jsou dokonale přizpůsobeni lovu a potápění ve vodě. Žijí výhradně v oblastech chladných mořských proudů na jižní polokouli (tučňák galapážský okrajově zasahuje i na severní polokouli). V nejběžnější klasifikaci odborníci rozlišují 18 recentních druhů tučňáků (od jiných se liší zpravidla jen jedním uznávaným nebo naopak jedním neuznávaným druhem, podle kterých existuje 17, případně 19 druhů). Shodně je pak řadí do jasně vymezených šesti rodů jediné čeledi tučňákovití (Spheniscidae). Opeření tučňáků bývá zespoda bílé, shora černé.
Zhruba polovinu času tráví na moři a polovinu na souši. Největším druhem je tučňák císařský, který měří kolem 1,1 m a váží 35 kg. Nejmenším je tučňák nejmenší, který měří pouze kolem 35 cm a váží jen asi 1,2 kg. Větší druhy typicky obývají jižnější, chladnější končiny, menší druhy se vyskytují v nižších zeměpisných šířkách. Živí se krilem, rybami a hlavonožci. Kořist loví při plavání a polykají celou. 

## Etymologie
České slovo tučňák bylo vytvořeno v době národního obrození a pravděpodobně pochází od slova tučný, neboť je to kolébavě zavalitý, tedy tučný pták. Původ mezinárodně užívaného názvu Penguin (v angličtině) či Pingvin (v ruštině, němčině, španělštině) se vysvětluje dvěma způsoby. Často se předpokládá, že má původ ve velšském pen gwyn, tj. „bílá hlava“, což byl název, jímž Velšané označovali alku velkou, severského mořského ptáka, který připomínal tučňáky a byl již vyhuben. Alka totiž měla nad okem výraznou bílou skvrnu. Popsaný vznik slova však neodpovídá velšské slovotvorbě. Slovo pinguin je však poprvé doloženo v deníku italského učence Antonia Pigafetty, který se účastnil Magalhãesovy námořní výpravy kolem světa. Slovo se i proto spojuje s latinským slovem pinguis – „tučný, šťavnatý“; či obrazně „těžký, těžkopádný“.

## Objevení tučňáků
Tučňáci byli objeveni námořníky, kteří v 16. stol. hledali námořní cesty kolem pobřeží Jižní Ameriky a Afriky. V lodních denících slavných mořeplavců jako byli Vasco da Gama a Fernão de Magalhães či pirátů Francise Drakea a Williama Dampiera se dochovaly zmínky o tučňácích. Někteří mořeplavci je pokládali za opeřené ryby, jiní, například Francise Drake, se o nich zmiňují jako o nelétavých černobílých husách. Mořeplavci tučňáky chytali a jedli, i když jim jejich tučné, rybinou páchnoucí maso moc nechutnalo. Například anglický mořeplavec James Cook však jedl tučňáky raději než nasolené maso z lodních zásob. Podivný vzhled tučňáků fascinoval dobové učence, kteří se v 16. a 17. století dohadovali, zda tučňáci jsou ptáci, ryby nebo čtvernožci, až roku 1758 švédský přírodovědec Carl Linné poprvé systematizoval tučňáka brýlového jako ptáka příbuzného albatrosům. Živé tučňáky se podařilo dovézt do Evropy až v druhé polovině 19. století a jejich chov, který je spojen s řadou obtíží, byl dlouho výsadou těch nejlepších zoologických zahrad převážně ve Spojených státech, Velké Británii a v Japonsku.

## Charakteristika
Jsou to středně velcí až velcí nelétaví ptáci dobře přizpůsobení lovu ve vodě. Nejmenší druh, tučňák nejmenší (Eudyptula minor) dorůstá do 40 cm a hmotnosti 1,5–2,5 kg, na druhé straně tučňák císařský (Aptenodytes forsteri), největší druh, může být více než 120 cm vysoký s hmotností přes 40 kg. Některé fosilní druhy byly ještě výrazně větší, třeba vysocí jako průměrný dospělý muž (až 180 cm).

### Morfologie a anatomie

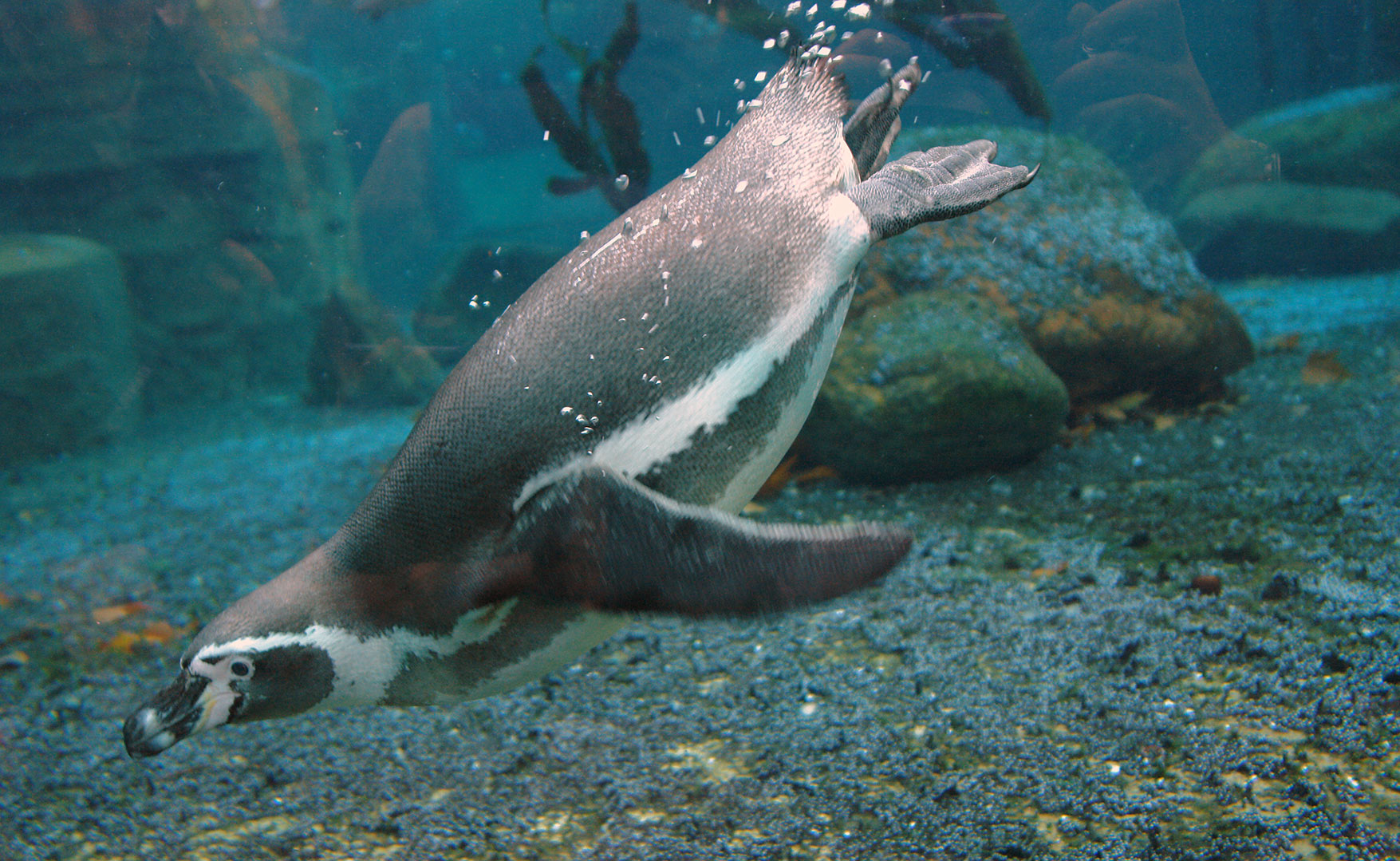
Potápějící se tučňák Humboldtův (Spheniscus humboldti). V České republice jej chová Zoo Praha, Liberec, Zlín a Plzeň

Tučňáci jsou dokonale přizpůsobeni potápění a lovu v hluboké vodě; kvůli tomuto přizpůsobení druhotně ztratili schopnost letu. Jejich tělo má torpédovitý (hydrodynamický) tvar s těžištěm umístěným dále než u létajících ptáků. Kosti tučňáků nejsou pneumatizované, proto je hustota jejich těla vyšší než u ostatních ptáků (blíží se hustotě vody), což usnadňuje potápění. Nohy jsou výrazně posunuty dozadu, stehenní kosti jsou velmi krátké, kolenní klouby nehybné a mezi třemi prsty mají plovací blánu – při plavání jsou používány pouze jako kormidlo. Kvůli umístění nohou se tučňáci pohybují na souši vzpřímeně. Páteř je velmi ohebná, umožňující ve vodě prudké obraty. Hlavním orgánem pohybu ve vodě jsou křídla, slaběji opeřená a přeměněná ve veslovité útvary. Kostra křídel odpovídá křídlům létajících ptáků, kosti jsou však kratší, silně zploštělé a zpevněné v loketním a zápěstním kloubu přídatnými kůstkami, které brání jeho ohýbání. Silně vyvinuté jsou prsní svaly a hřeben na prsní kosti. Ocas je krátký – delší není zapotřebí, při plavání se o funkci řízení starají nohy. Tuhá ocasní pera naopak dobře slouží při odpočinku na souši a často se tak o ocas opírají jako o podpěru.

Podobně jako jiní mořští ptáci jsou tučňáci odkázáni na pití mořské vody; nadbytečnou sůl vylučují speciální nosní (supraorbitální) žlázy, umístěné nad očnicí a ústící do nosních dutin (viz solná žláza).

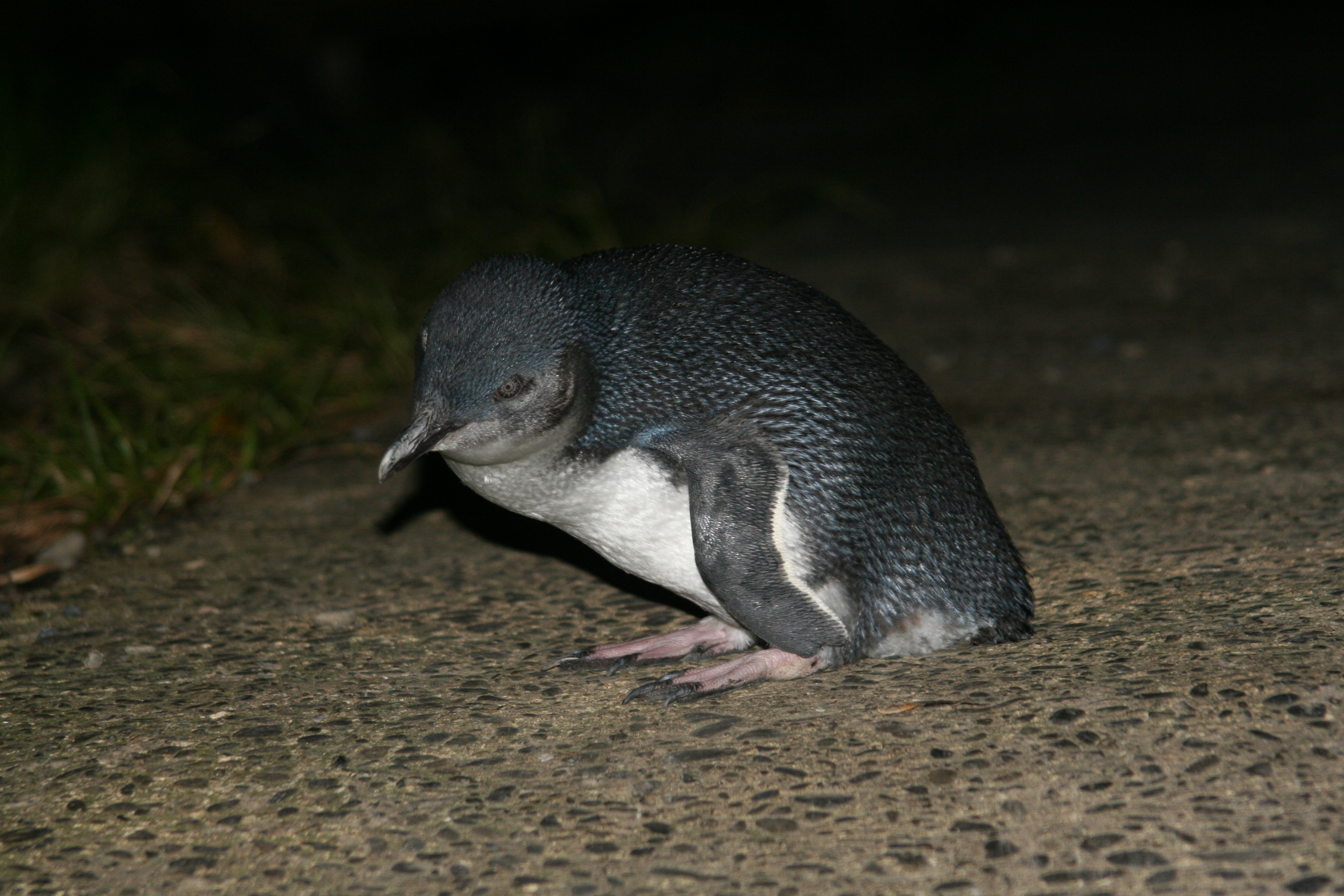
Tučňák nejmenší (Eudyptula minor), nejmenší žijící druh, se přímo adaptoval k nočnímu způsobu života

#### Na souši
Na pevnině jsou tučňáci vcelku neohrabaní; jelikož mají zakrnělá – neohebná – kolena, pohybují se zpravidla pomalou kolébavou chůzí. Navzdory tomu, jak komicky jejich chůze vypadá, bylo dokázáno, že se do každého kroku přenášením váhy ze strany na stranu zhoupnou z velké části i silou, vynaloženou na krok předchozí. Tímto obráceným kyvadlovým pohybem ušetří tak údajně až 80 % energie. Pro tučňáky hnízdící i stovky kilometrů od pobřeží a navíc v nehostinném prostředí je jakákoli úspora sil velmi cenná. Některé druhy tučňáků však zdolávají i strmé skalní útesy, jako například tučňák skalní, který se prokazuje hbitými skoky.

#### Adaptace na chlad a mráz

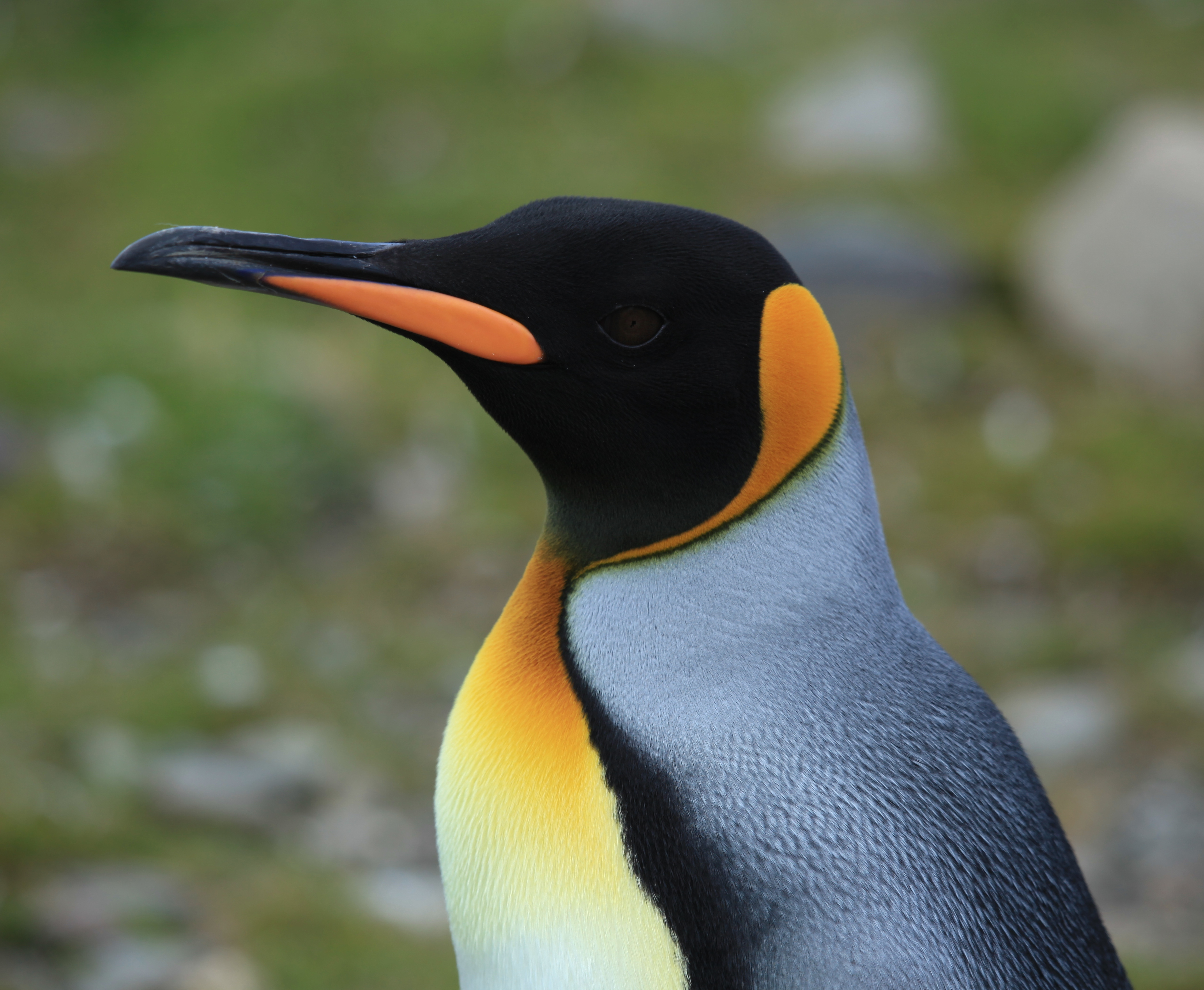
Tučňák patagonský (Aptenodytes patagonicus) dorůstá do výšky téměř jednoho metru, a je tak (po tučňákovi císařském) druhým největším tučňákem obývajícím naší planetu. Jeho pestré oranžovo-žluté zbarvení oslní nejednoho člověka. Dobře mu poslouží v období námluv, pro upoutání potenciální družky

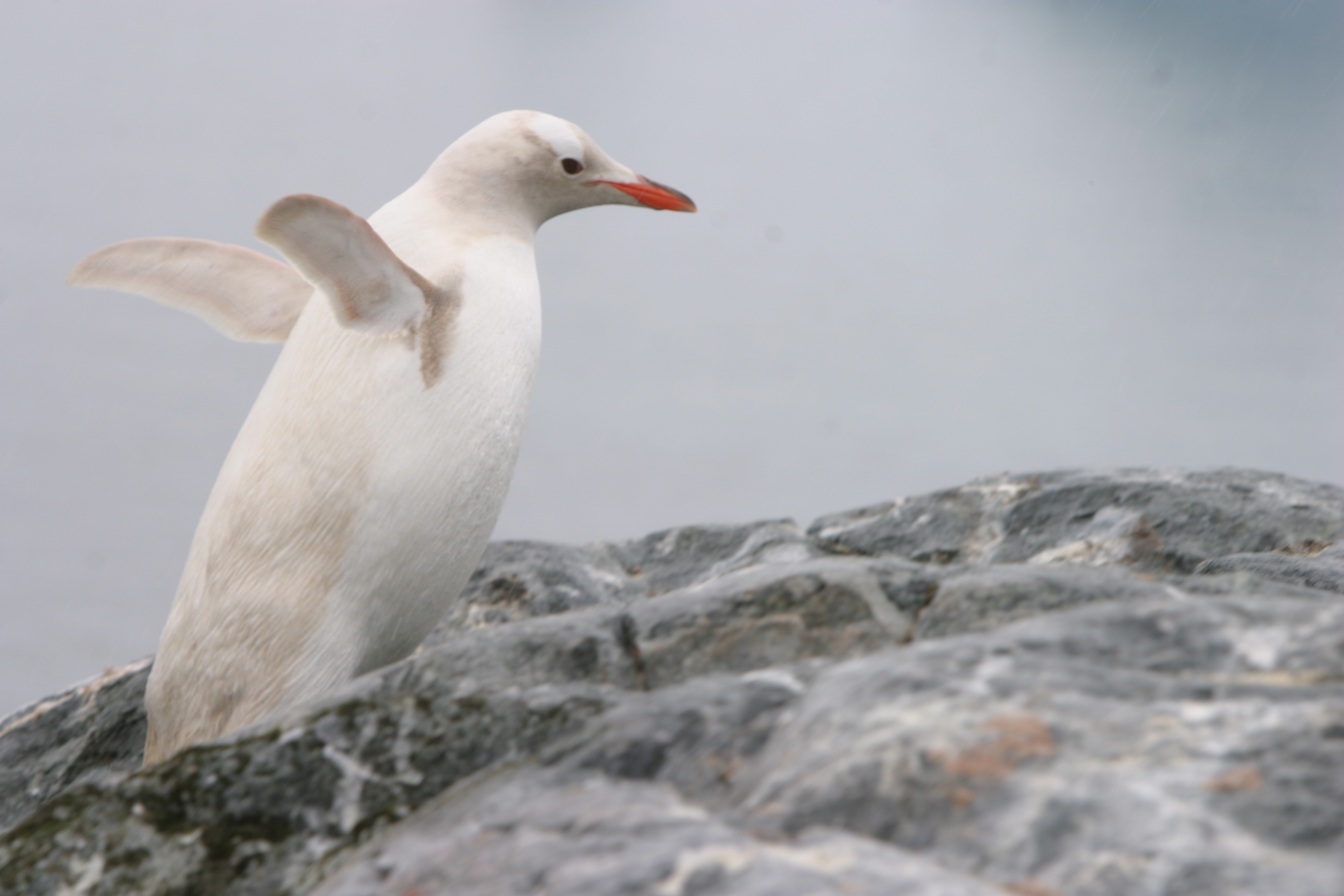
Barevná vada často způsobená genetickým defektem v průběhu vývinu (tučňák oslí)

Tučňáci dokážou žít ve velmi nehostinných podmínkách, v Antarktidě se pohybují v teplotách okolo −40 °C. Aby ve studených vodách i mrazech na souši udrželi teplo, vyvinula se u nich silná vrstva podkožního tuku, tvořící téměř třetinu tělesné hmotnosti (u severněji hnízdících druhů, kde mají podmínky mírnější, není tak korpulentní). Krátké, tuhé a husté překrývající se peří roste rovnoměrně po celém těle a je pečlivě promašťované – podrobný rozbor C. Williamse z Kalifornské univerzity odhalil, že peří tučňáka císařského má až čtyři různé vrstvy a na jednom centimetru čtverečním roste maximálně 9 per, zatímco původní nezávislé studie hovořily o dvou vrstvách peří a hustotě 15 per na cm² (u dalších druhů se počítá s 11 až 46 pery na centimetru čtverečním). Jednotlivá pera jsou velmi krátká a pevná a připomínají spíše šupiny.
Na druhou stranu žijí tučňáci v oblastech, kde teploty sahají k 40 °C (např. tučňák brýlový – jižní Afrika) a může dojít k přehřátí.

#### Zobák
Zobák tučňáků je velmi silný. Konec jeho vrchní strany je mírně zahnutý do ostré „špičky“– ideální pro uchopení kořisti. U některých druhů je dlouhý více než 10 cm (tučňák patagonský ho může mít dlouhý až 13 cm) Tučňáci z rodu Eudyptes (např. tučňák novozélandský) mají oproti ostatním druhům znatelně tlustší zobáky. Neobvykle robustní je taktéž jazyk. Vnitřek zobáku pokrývají ostré rohovité bradavky bránící vysmeknutí ulovené ryby.
Zobák nevyužijí jen ke shánění potravy. Kromě toho jej používají k obraně nebo hraje důležitou roli při námluvách; samice upřednostňují ty samce, kteří mají větší nebo jasně zbarvené zobáky – výzkum ukázal, že oranžové až purpurové skvrny po stranách zobáku u tučňáka patagonského pozradí pohlavní zralost, zdravotní stav nebo sociální postavení jedince.

#### Zbarvení, fyzické vady
Tučňáci mají poměrně uniformní zbarvení (stejně jako např. alky) – shora jsou převážně černí (například tučňák nejmenší má záda spíše namodralá), zespodu bílí. Je to dáno životem ve vodě, kdy bílá spodina těla není proti lesknoucí se hladině vidět a umožňuje nepozorované přiblížení ke kořisti, zatímco tmavý hřbet napomáhá rychlejšímu ohřátí na slunci. Tučňákům z rodu Eudyptes (např. tučňák žlutorohý) rostou na hlavách zlatavě-žluté chocholky. Dva největší druhy tučňáků (tučňák císařský a tučňák patagonský) disponují pestřejším zbarvením v okolí hlavy, krku a prsou – slabě žlutou až po výrazně oranžovou. Duhový rozvrh barev slouží samci k upoutání potenciální družky v období námluv. Bylo dokázáno, že pro samice jsou atraktivnější ti samci, kteří mají výraznější kresbu. Zdá se však, že v životě tučňáků může mít toto zbarvení hlubší význam, protože jím jsou obdařené také samice.
Vzácně se vyskytují barevné aberace; melaničtí (bílá = černá), albinotičtí (zcela bílé opeření a narůžovělý zobák, kůže a oči – albín), nebo leucističtí jedinci (částečné i úplné, avšak odlišné zbarvení s větším množstvím variací – obyčejně má tučňák hnědá záda, bílé břicho a je celkově světlejší). Neobvyklé zbarvení může způsobit řada faktorů, včetně stravy, prostředí nebo nemoci, především je ale způsobeno mutací (změnou genetického materiálu). V koloniích se postižení tučňáci stávají často nechtěnými samotáři. Brzy také umírají, neboť nejsou schopni plnohodnotně žít – kvůli svému světlejšímu zbarvení na sebe upozorní při lovu potravy a pro predátory jsou snadnějším cílem.
Podobně se u tučňáků může objevit tzv. fyzická malformace – tučňák s třema nohama, tučňák se skoliózou páteře či deformací zobáku.

### Fyziologie

#### Rychlost plavání a dosahovaná hloubka při potápění

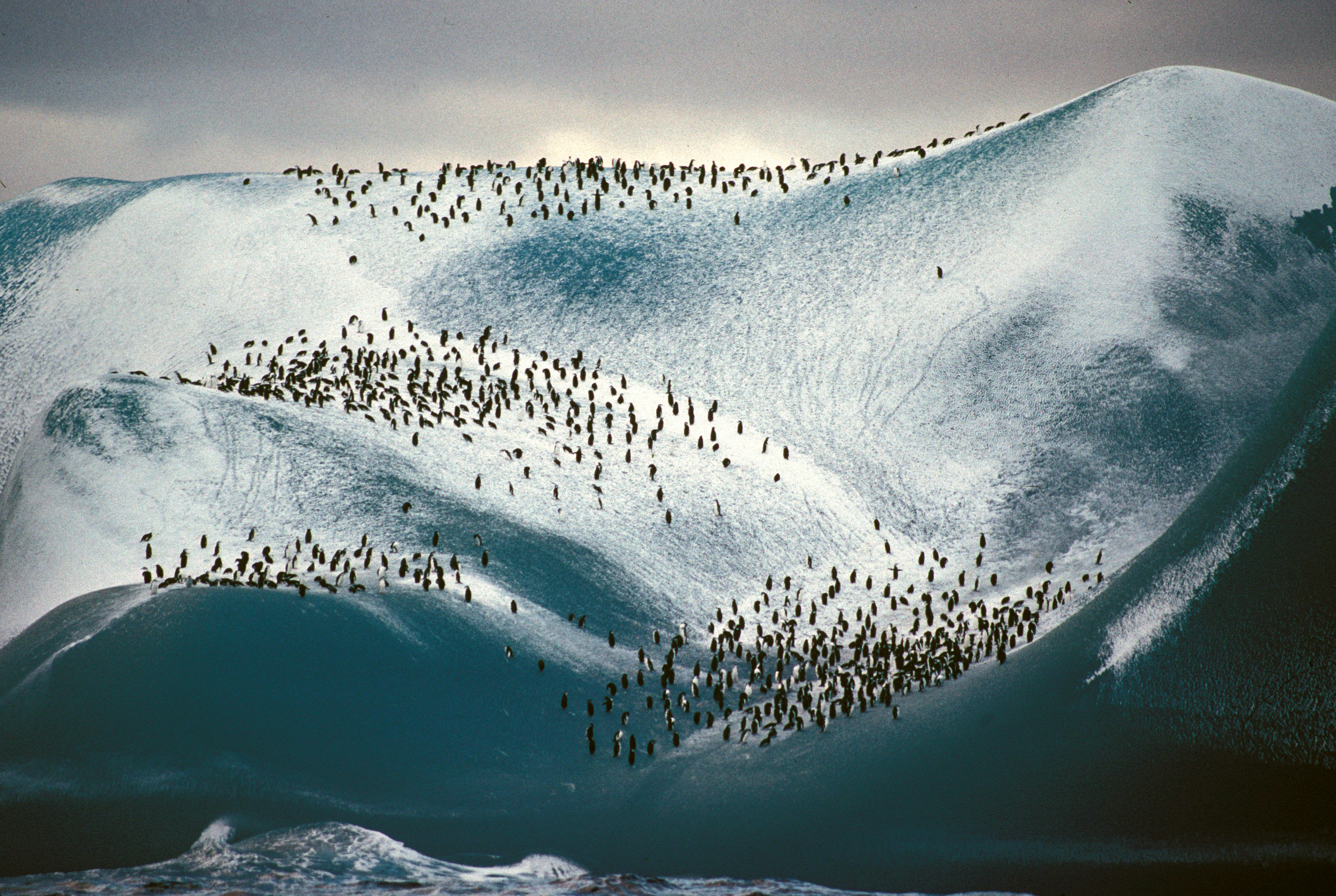
Aby tučňáci přežili v drsných podmínkách Antarktidy, musí být jejich tělo dokonale izolováno

Tučňáci jsou dokonalí plavci; průměrně dosahují rychlosti pod 10 km/h, avšak jsou-li například ohroženi predátorem, dokážou během okamžiku zrychlit na více než 20 km/hod. Tučňáci mají tak jasně navrch i před lidskými rekordmany v plavání. Nejvyšší pozorovaná rychlost plavajícího tučňáka činila údajně asi 27 km/h. Tučňák oslí je považován za nejrychlejšího vůbec a podle některých tvrzení se dokáže vzepnout k rychlostí téměř 40 km/h. Z vody se dokáží doslova vystřelit a bez problémů vyskočí na skoro dvoumetrový břeh. Při potápění se běžně ponořují do hloubek 10–20 metrů a zdržují se v nich obvykle 1–9 minut. Díky fyziologickému přizpůsobení však dokážou pod vodou vydržet déle než 30 minut a ponořit se do hloubky až 565 metrů (tučňák císařský), více viz tabulka. Červené krvinky tučňáků dovedou vázat větší množství kyslíku, krevní barvivo (myoglobin) je obsaženo i ve svalech (umožňuje vázat až 15 % potřebného kyslíku). Dále tučňáci snižují během ponoru tepovou frekvenci z 80–100 tepů na pouhých 20 tepů. Většina kyslíku je při potápění hnána do mozku, svaly mohou po vyčerpání kyslíku štěpit glykogen na kyselinu mléčnou.
| Druh              | Maximální změřená hloubka (m) |                      |
| ----------------- | ----------------------------- | -------------------- |
| Tučňák císařský   | 565                           | [ 32 ] [ 36 ] [ 37 ] |
| Tučňák patagonský | 343                           | [ 32 ]               |
| Tučňák královský  | 226                           | [ 32 ]               |
| Tučňák oslí       | 212                           | [ 32 ]               |
| Tučňák kroužkový  | 180                           | [ 32 ]               |
| Tučňák žlutorohý  | 163                           | [ 32 ]               |
| Tučňák brýlový    | 130                           | [ 32 ]               |
| Tučňák nejmenší   | 69                            | [ 32 ]               |
| Tučňák Humboldtův | 54                            | [ 32 ]               |

#### Přepeřování
Opeření a jeho kvalita je pro tučňáky velmi důležitá, proto pelichají jinak než ostatní ptáci. Peří neztrácejí postupně, ale vždy jednorázově v období, které tráví na souši (při procesu, který je vysoce energeticky náročný, přijde o hydroizolační vlastnosti). Stará pera se uvolňují a vypadávají v době, kdy nová vyčnívají nad kůži asi o půl centimetru. Nové peří narůstá během 2–4 týdnů (u velkých druhů až 6 týdnů); po celou tuto dobu tučňáci hladoví, protože nemohou vstoupit do vody a obstarat si potravu, proto většinou nehnutě stojí, aby šetřili energii. Kvůli vysoké náročnosti se obvykle ještě před tímto krokem vykrmí, přičemž zvýší svou tělesnou hmotnost o 50–70 %. Během celého vyčerpávajícího procesu mohou totiž přijít až o polovinu své váhy.

### Nervová soustava
Zrak: Oči tučňáků jsou přizpůsobené k vidění ve vodě – čočka dovede výrazně měnit tvar, sítnice je silně citlivá na světlo (na souši se zornička stahuje do velikosti špendlíkové hlavičky). Zrak je důležitý při lovu nebo pro odhalení hrozeb (přítomnost predátorů). Druh tučňák nejmenší se přímo adaptoval k nočnímu způsobu života. Kvůli své ploché oční rohovce jsou na souši zřejmě krátkozrací, žádný výzkum však tuto hypotézu nepotvrdil. Odborníci z několika experimentů naopak zjistili, že zrakem se řídí třeba při hledání partnera, ačkoli hlavním komunikačním prvkem je zpěv (hlasový projev) – výraznější nebo naopak bledší kresba na těle či zobáku, nebo absence zlatavě-žlutých chocholek u ptáků z rodu Eudytpes (jaké má např. tučňák chocholatý), viditelně ovlivňuje jejich chování, respektive má zřejmý vliv při párování.
Sluch: Uši tučňáků jako u většiny ptáků nemají vnější strukturu, mají pouze malé ušní otvory ukryté pod peřím, díky čemuž do nich nenateče voda. Tučňáci mají dobře vyvinutý sluch, v porovnání s jiným druhy ptáků je asi průměrný. Je důležitý pro vzájemnou komunikaci v období námluv nebo při výchově mláďat. Za pomoci různých zvuků se dorozumívají také s cizími tučňáky nebo jinými druhy živočichů. Ve velkých koloniích dokážou rozpoznat jednotlivé hlasy a tóny (např. specifický hlas družky nebo svých mláďat).
Čich: Obecně se předpokládá, že tučňáci nemají kdovíjak vyvinutý čich, dokonce jej pravděpodobně zcela postrádají. Nicméně se zdá, že reagují na chemickou látku zvanou dimethylsulfid (DMS), jak potvrzuje výzkum publikovaný v Journal of Experimental Biology. Tuto látku vytváří rostlinný plankton a je-li konzumován mořskými živočichy, koncentrace této látky je ještě intenzivnější (podobně, jako když voní sekaný trávník nebo spásaná louka). Uvolňuje-li se tak větší množství dimethylsulfidu, znamená to, že se v blízkosti nachází hejna ryb či korýšů. Tučňáci tak rázem vědí, kde se nachází větší zdroj potravy. Podle vědců z University of Chicago a Chicago Zoological Society je čich dokonce primárním mechanismem v případě rozeznávání vlastních příbuzných a právě díky němu se tučňáci vyhýbají příbuzenskému křížení.
Chuť: Pokrokový molekulární výzkum prozradil, že tučňáci postrádají tři chuťové receptory (nevnímají chuť sladkou, hořkou nebo umami) a rozeznají pouze slanou a kyselou chuť. Podlé jedné teorie může za užší spektrum chuti evoluce, protože většina druhů žila – a řada z nich stále žije – v extrémně chladném prostředí, v kterém lze efektivně vnímat pouze slanou nebo kyselou chuť. Další z hypotéz se přiklání k tomu, že tučňáci nevnímají řadu chutí kvůli specifické stavbě jazyka. Jejich krátký a rohovitými háčky opatřený jazyk je určený především k uchopení kluzké potravy, nežli k vychutnávaní. Navíc svou kořist polykají vcelku.

## Ekologie a chování

### Rozmnožování

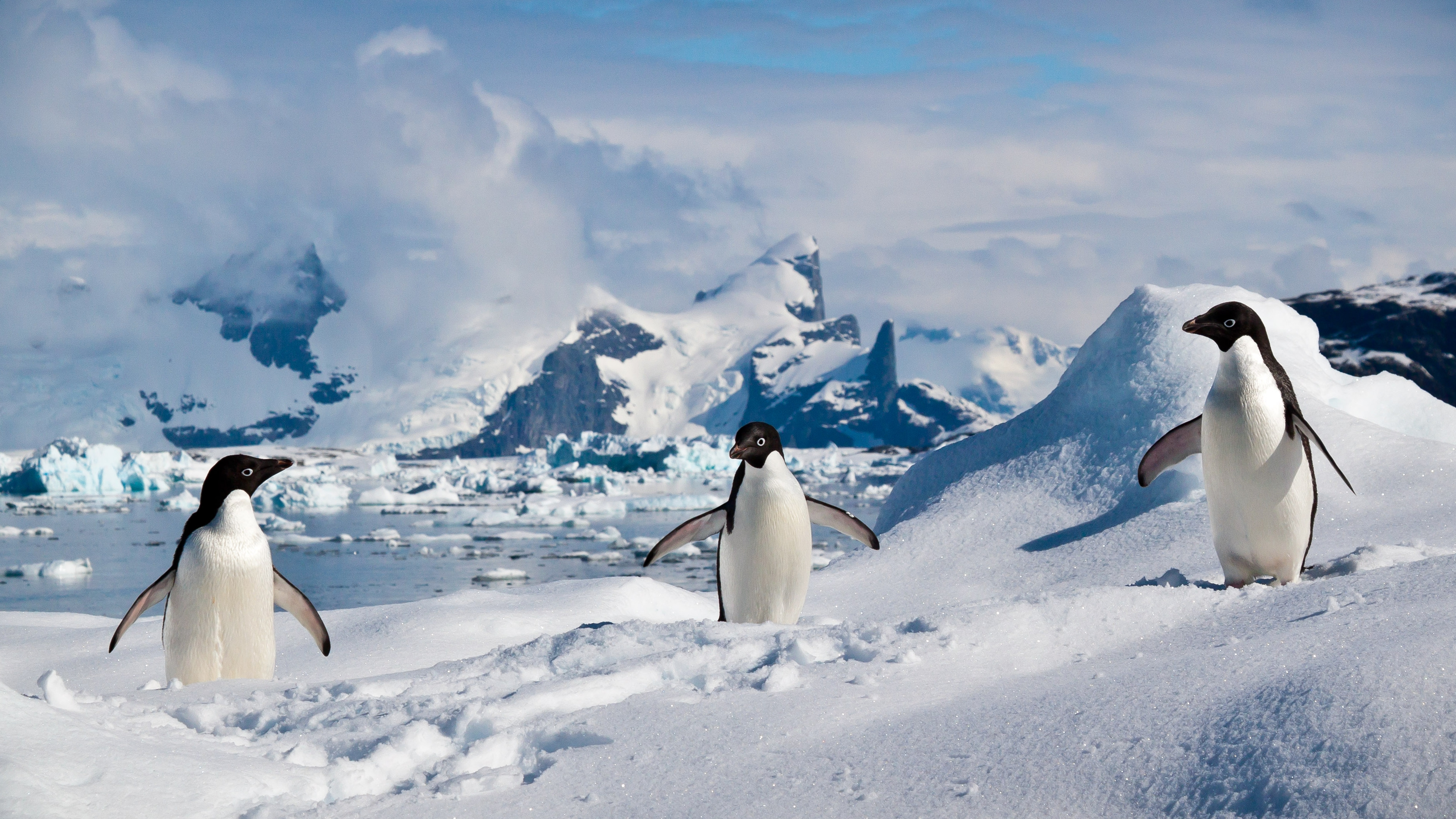
Tučňáci žijí v nehostinných podmínkách, kde teploty sahají hluboko pod bod mrazu (jako tučňáci kroužkoví na obrázku). Existují však zástupci, kteří si osvojili písčité pláže a nevadí jim ani tropické teploty (např. tučňák brýlový)

Jsou to společenští ptáci, schopni žít v ohromných koloniích. Jsou převážně monogamičtí; existují záznamy o párech, kteří spolu hnízdily 10 i více let, ale některé druhy tučňáků (např. tučňák císařský, tučňák patagonský) vydrží s jedním partnerem nanejvýš 2–3 roky. K hnízdění se vracejí obvykle na stejné místo. Družky si samci namlouvají za pomoci různých zvuků (většina je definovaných jako hluboké a hlasité troubení), přičemž jistou roli hraje i zbarvení (pestřejší, výraznější kresba) a fyzické parametry (celková robustnost, delší nebo širší zobák), kvůli čemuž mohou být pro samice atraktivnější. Samice snese zpravidla jedno až dvě vejce, výjimečně tři (tučňák císařský a tučňák patagonský vždy pouze jedno). Nejmenší zástupce (tučňák nejmenší) mívá vejce o velikosti cca 54 × 42 mm a váze okolo 55 g, největší (tučňák císařský) o velikosti cca 120 × 85 mm a hmotnosti okolo 450 g. Hnízdem je maximálně vytlačený důlek vystlaný trávou, větvičkami nebo peřím a ohraničený kamínky. Někteří zástupci však hnízdí v norách, v dutinách skal, pod padlými kmeny či pod kořeny stromů. Dva největší druhy nestaví vůbec žádné hnízdo, neboť tučňák císařský hnízdí přímo na sněhu a tučňák patagonský na zcela rovinaté půdě. Vejce tak pokládají na svá chodidla a prakticky nepřetržitě nosí na nohách, čímž jej chrání před chladnou půdou. Inkubační doba trvá 35 až 45 dní. Výrazněji odlišnou ji mají pouze dva největší druhy z rodu Aptenodytes, kteří sedí na vejcích od 52 do 67 dní. Na vejcích se střídají oba partneři a oběma se na břiše vytvoří silně prokrvený holý záhyb kůže. V první fázi inkubace sedí zpravidla samice, zatímco samec je na moři – několik dní až týdnů loví a vykrmuje se. Poté si úlohy vymění a na moře zamíří pro změnu samice. Patřičně odlišné je to u tučňáka císařského, kde matka z důvodu vyčerpaní předá vejce partnerovi ihned po snesení, který jej inkubuje celé dva měsíce sám do doby, než se mládě vylíhne. Během toho samec ztratí až 50 % hmotnosti. Mladí např. dvouletí ptáci mají méně než 30 % šanci, že se jim mláďata vylíhnou. S věkem však úspěšnost rychle roste (až 90 % pravděpodobnost), pouze u velmi starých tučňáků úspěšnost opět mírné klesá (asi k 75 %) v důsledku snížené plodnosti. Mláďata se líhnou slepá a porostlá prachovým peřím. Z počátku je jeden rodič hlídá a druhý loví, později mláďata tvoří „školky“ (shluk určitého počtu vrstevníků) a na lov mohou oba rodiče. O školky se „starají“ (poskytují určitou ochranu) buď mladí nehnízdící jedinci, nebo dospělci, kteří o svou snůšku přišli, nebo se jim mláďata nevylíhla. Rodiče jsou schopni vyhledat své potomky a nakrmit jen je. U druhů hnízdících v dutinách či norách zůstávají mláďata schovaná uvnitř, tudíž školky nevytváří. Mláďata se vydávají na moře až když mají kompletní opeření, ale od dospělých se stále liší méně výrazným zbarvením.
Délka chovného cyklu se odvíjí od velikosti druhu (např. tučňák patagonský = 13 až 16 měsíců), v průměru je to 4 až 5 měsíců. Na otevřeném moři pak tučňáci stráví více něž polovinu svého života. Na souši se tučňáci věnují hlavně svému peří. Ihned po příchodu z vody jej čistí zobákem nebo nohama a pečlivě promazávají výměškem nadocasní žlázy.
Pohlavní dospělost: v průměru ve 3–6 letech, vzácně (např. tučňák kroužkový, tučňák královský) až v 8 nebo 9 letech.
Životaschopnost: v zajetí se tučňáci dožívají zpravidla vyššího věku okolo 20–40 let. Rekordní jedinec se dožil věku 41 let a 141 dní, zapsán je v Guinessově knize rekordů (2020) a jednalo se o samici tučňáka oslího z dánské zoo Odense. V divoké přírodě se dožívají často jen okolo 10 let (někdy výrazně pod 10 let, někdy výrazně nad) a tučňáci císařští více než 40 let (údajně se mohou dožít až 50 let).

#### Homosexualita
Lidé byli svědky homosexuální aktivity u zhruba 1 500 druhů volně žijících zvířat včetně tučňáků i zvířat chovaných v zajetí. Tučňáci a jiní živočichové se mohou dopouštět homosexuálních aktů proto, aby rozptýlili sociální napětí (zmírnili vnitrodruhovou agresi v době rozmnožování a při výchově mláďat), nebo si udrželi plodnost, když nejsou k dispozici partneři opačného pohlaví. Zdá se, že k homosexuálnímu chování dochází u některých druhů mnohem častější v zajetí než ve volné přírodě. V zajetí se homosexualita může projevovat kvůli nedostatku partnerů opačného pohlaví a větší potřebě ulevit od stresu.
Dalšími možnými důvody jsou: 
- mládí a nedostatek zkušeností – nezkušení jedinci mohou mít problémy s rozlišením samců od samic;
- nevyvážený poměr pohlaví – například nadbytek samců by mohl vysvětlovat to, proč k tomu dochází častěji mezi samci;
- hladina hormonů – vyšší koncentrace pohlavních hormonů zpočátku hnízdění spolu s nevyváženým poměrem pohlaví (viz bod výše).[56][57]

Zatímco jednotlivci se homosexuálně projevují běžněji (z téměř 30 %), stejnopohlavní páry připravené zahnízdit (tj. upevněné) se prakticky nikdy neutváří. A pokud náhodou ano, dojde nakonec k jejich rozpuštění a ptáci se dají dohromady s obvyklými partnery, aby mohli vychovat mladé: ze 75 zkoumaných párů byl jeden pár samčí (1,3 %) a jeden samičí (1,3 %) a všichni tito čtyři tučňáci byli následně nalezeni v páru s novým partnerem a s vajíčkem během téže sezóny páření. Jiný však může být výsledek v odlišných (nepřírodních/nepřirozených) podmínkách, jako například v zoologické zahradě, když je stejnopohlavnímu páru podáváno cizí vajíčko, aby se o něj staral.
Na rozdíl od většiny lidí však jednotlivá zvířata obecně nelze klasifikovat jako homosexuální nebo heterosexuální: zvíře, které se účastní „flirtování“ nebo partnerství se stejným pohlavím, se nemusí nutně vyhýbat heterosexuálnímu „vztahu“. Pravděpodobně tedy neexistují žádní striktně homosexuální tvorové, ale maximálně tak „bisexuální“; živočichové si nevytváří sexuální identitu (orientaci), ale pouze „provozují sex“ (snaží se spářit).

### Potrava
Tučňáci se živí převážně rybami, hlavonožci a krilem. Struktura jídelníčku se liší podle druhu, sezóny a místa výskytu. Tučňáci žijící v mírném až subtropickém pásmu (především rody Eudyptula, Megadyptes a Spheniscus) loví převážně různé druhy ryb. Tučňáci antarktičtí a subantarktičtí (zejména rody Aptenodytes, Eudyptes a Pygoscelis) loví nejen ryby ale často také kril, nebo menší zástupce hlavonožců. V době, kdy jsou na pevnině, nebo jim líná peří, jsou schopni dlouhodobě hladovět (například tučňák císařský hladoví 3 až 4 měsíce). Ztratí přitom zhruba polovinu své tělesné hmotnosti. Vydržet dlouhé měsíce bez jídla dokážou díky silné subdermální (podkožní) vrstvě tuku, která dodává nezbytné živiny.
Jícen i žaludek jsou prostorné a mohou tak uchopenou kořist rovnou celou polykat. Někteří tučňáci požírají menší kameny (tzv. gastrolity), které jim pravděpodobně pomáhají lépe strávit potravu, nebo se tak zbavují parazitů z trávicího traktu. Řada odborníků též předpokládá, že si tak převážně mladí jedinci usnadňují ponořování.

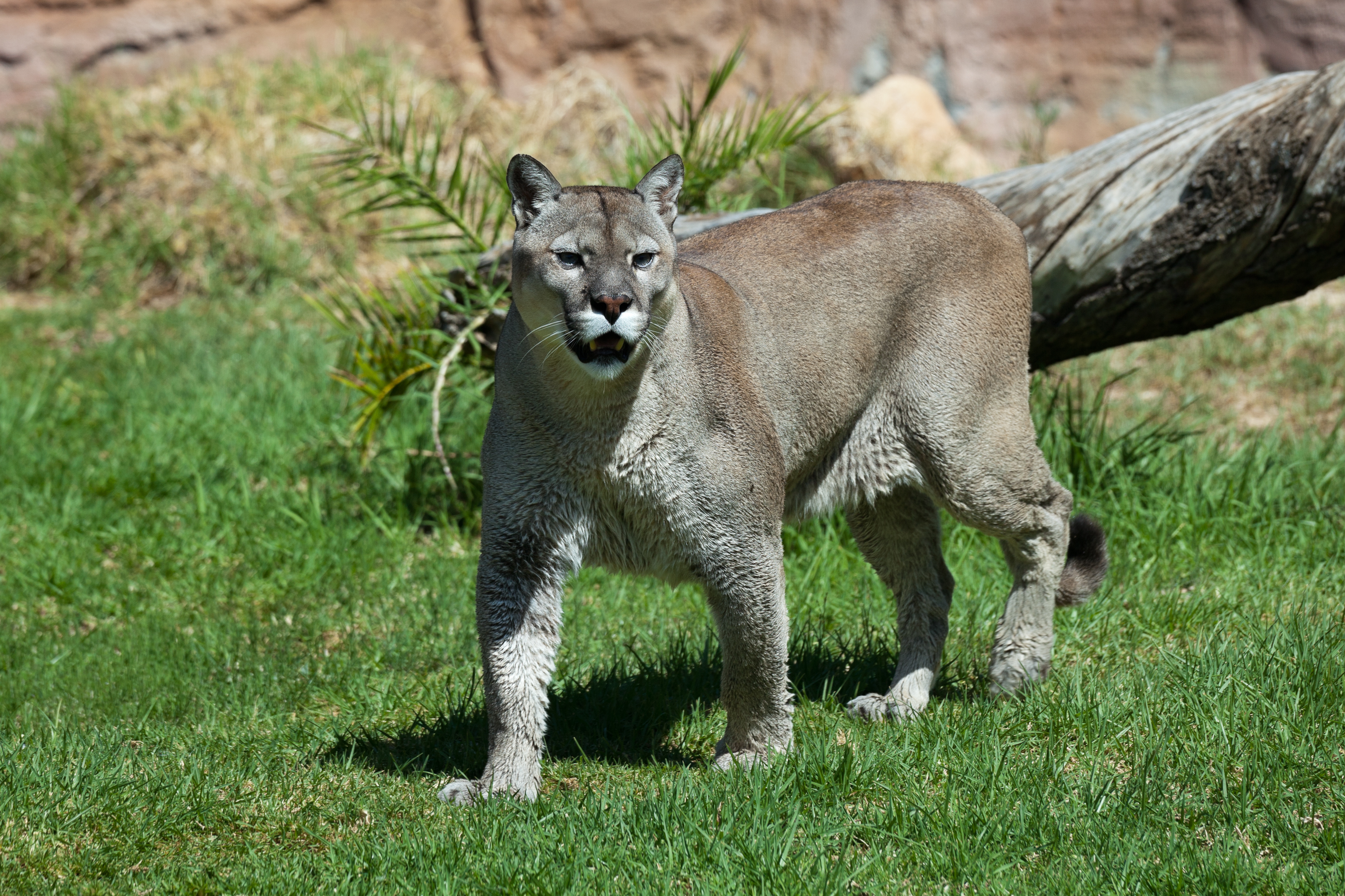
Mezi predátory se řadí i puma americká. Na souši se tučňáků lehce zmocní, napadá je ale jen zřídka

Tučňáci dokážou v extrémních případech vydržet bez potravy až po dobu přibližně 120 dní.

### Přirození predátoři
Na souši dospělí tučňáci mnoho přirozených nepřátel nemají, ohroženy jsou především vejce a mláďata. Pouze v oblastech, kde se vyskytují též introdukovaní živočichové (např. zdivočelé kočky a psi, lišky, kuny, lasice, tchoři, fretky, promyky, ženetky či krysy) mají podmínky o něco složitější (týká se především tučňáků nejmenších, tučňáků žlutookých, tučňáků brýlových, tučňáků Humboldtových, tučňáků galapážských nebo tučňáků magellanských). Přirozenými predátory potom jsou chaluha velká, chaluha antarktická, chaluha subantarktická, chaluha chilská, buřňák obrovský, buřňák Hallův (Macronectes halli), racek jižní, racek pruhoocasý, racek magellanský, štítonos světlezobý, orel bělobřichý, chřástal weka, ibis posvátný, kondor krocanovitý, čimango falklandský (Phalcoboenus australis) a případně i některé druhy sokolů a sov.
Na moři pak mají větší nepřátele a mezi typické patří tuleň leopardí, tuleň Weddellův, lachtan Forsterův, lachtan šedý, lachtan hřivnatý, žralok modrý, kosatka dravá, rypouš sloní nebo pamakrela jižní (Thyrsites atun), v závislosti na lokalitě.
V domovině tučňáků brýlových představují hrozbu taktéž krabi, hadi a dokonce levhart africký či šakal čabrakový. Tučňáci magellanští a případně i tučňáci Humboldtovi (oba z jižní Ameriky) čelí občasným útokům pum amerických.

### Inteligence

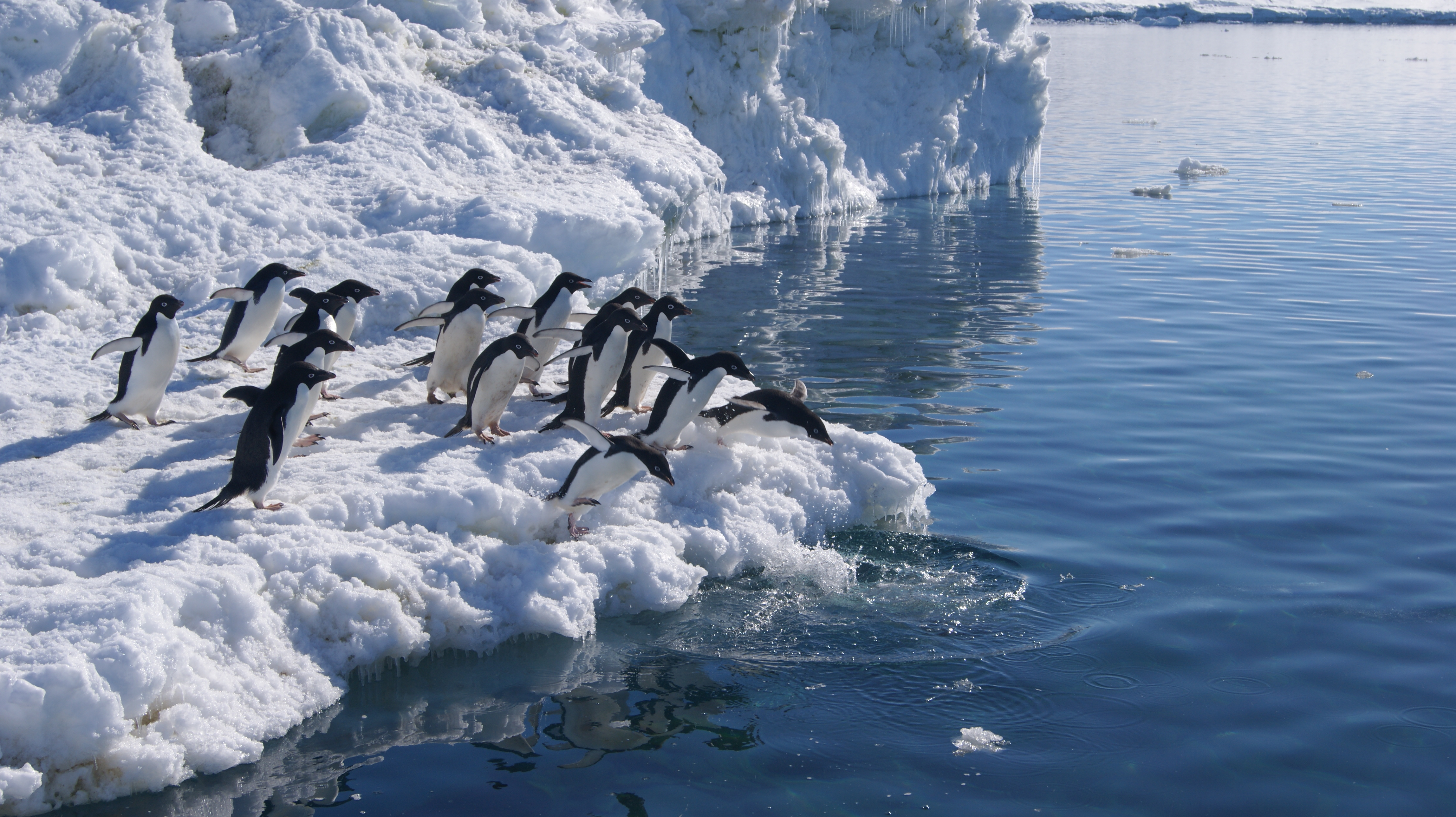
Tučňáci jsou pravděpodobně velmi inteligentní; navzájem si pomáhají tím, že se společně shlukují u břehu a ve chvíli, kdy první odvážlivec skočí do vody, všichni ostatní ho následují a skáčou ihned za ním, čímž se chrání před predátorem číhajícím pod vodou

Navzdory jejich komickému a roztomilému vzezření jsou tito ptáci patrně velmi inteligentní. Někteří autoři publicistických magazínů řádí tučňáky mezi sedmičku „nejchytřejších“ živočichů. Například v Japonsku se tučňák patagonský vybavený batůžkem naučil každý den docházet na trh a odtud své adoptivní lidské rodině přinášel čerstvé ryby. Patrně menší tučňák magellanský zase prokázal věrnost tím, že se opakovaně vracel ke svému lidskému zachránci a dokázal kvůli tomu urazit až tisíce kilometrů dlouhou trasu.
Kromě toho se tučňáci za dobu své existence přizpůsobili řadě změn a chytře se staví i proti dnešním nástrahám divočiny; například tučňáci císařští si v té nejkrutější zimě vypomáhají tím, že se k sobě tulí a neprojevují se vůči druhým agresivně. Téměř všechny druhy tučňáků vyčkávají v skupinkách u břehu a jen společně skáčou do vody, čímž se chrání před predátorem číhajícím pod vodou. Tučňák kroužkový (mimo jiné též vynikající navigátor) a tučňák oslí jsou zase důmyslní loupežníci, zalíbí-li se jim sousedův kamínek, vyčkají, až dotyčný své hnízdo opustí a vrhnou se jej uchopit a položit na své hnízdo. Jsou-li při tom přistiženi, soused je zlověstným „vyběhnutím“ vyžene od hnízda.
Výzkum z roku 2020 na tučňácích kroužkových naznačuje, že tučňáci disponují jistou mírou sebeuvědomění (schopnosti sebepozorování a uvědomění si sebe sama), podobně jako primáti, kytovci, sloni či některé další druhy ptáků. Pro studium na ostrově Svenner na východě Antarktidy využili vědci mj. kartonové hrazení, které jednotlivé tučňáky zavedlo k zrcadlům na jeho konci, na kterých se nacházela samolepka. Pokud se tučňák dotkl svého těla na místě, kde se v odrazu samolepka nachází, testem prošel.
Tučňáci nemají prakticky žádný strach z lidí. Ačkoli se může zdát, že to má co dočinění s jejich inteligencí, spíše je na vině způsob, jakým žijí – zkrátka žijí tam, kde se nevyskytují žádní pozemní predátoři (na Antarktidě a blízkých ostrovech, jen v Jižní Americe nebo Jižní Africe se na ně občas zaměří místní šelmy). Někteří ptáci jsou nicméně plaší, pakliže byli ohroženi lidskou činností a mají tedy negativní zkušenost. Ve vodě jsou mnohem ostražitější, zde je totiž ohrožuje celá řada přirozených dravců.

## Původ a rozšíření

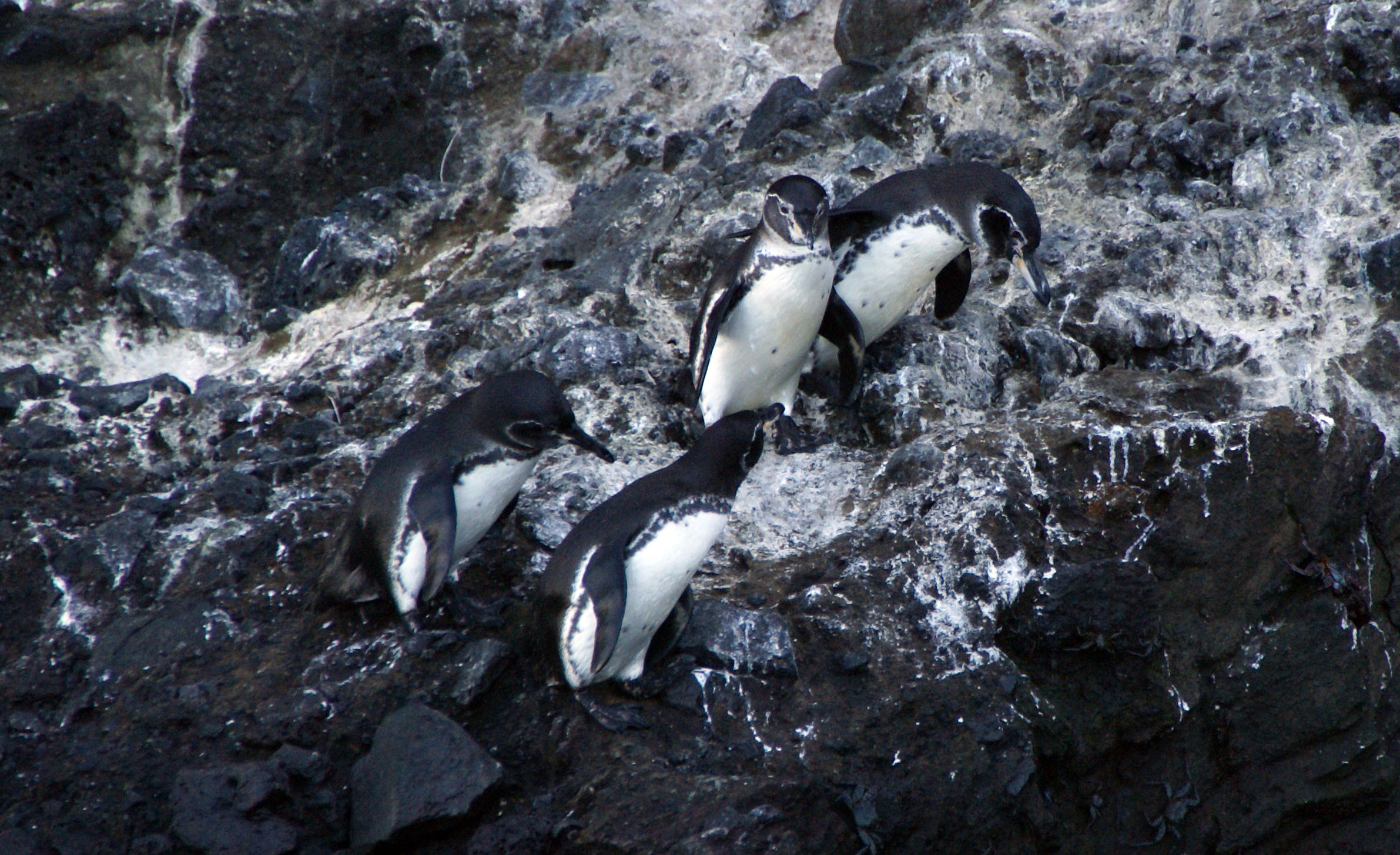
Tučňák galapážský (Spheniscus mendiculus) je nejseverněji hnízdícím druhem tučňáka. Jako vůbec jediný se může především při pobytu na moři ukázat až na severní polokouli. Ojediněle mohou tučňáci zahnízdit na vrcholku ostrova Isabela, který se nachází těsně nad rovníkem

První tučňáci se objevili zhruba před 70 milióny let na kontinentu Gondwana (možná současný Nový Zéland), který v té době ležel více na jihu v chladnějších zeměpisných šířkách. Postupně se rozšířili po celé jižní polokouli až do oblasti teplých vod u rovníku. Během pozdního eocénu a raného oligocénu, v době globálního ochlazování, existovaly často gigantické druhy tučňáků (např. rod Anthropornis – druh Anthropornis nordenskjoeldi, nebo Icadyptes salasi či Perudyptes devriesi ). Vysocí mohly být až 200 cm a dosahovat hmotnosti až 100 kg. Jednou z možných příčin vyhynutí je vznik a rozvoj rybožravých kytovců, kteří se stali jejich úspěšnějšími konkurenty. Mezitím se z postupně ledem zakrývané Antarktidy za pomocí cirkumpolárních oceánských proudů šířili předci dnešních druhů tučňáků. Nejprve osídlili ostrovy v jejím okolí, později se rozšířili dále na jižní pobřeží přilehlých světadílů. Nejdále na sever se moderní tučňáci dostali do chladných tropických vod Galapág, kde se objevili teprve před 4 milióny let. Rovníkovou termální bariéru zřejmě kvůli adaptaci na život v chladných vodách nikdy nepřekročili. V průběhu paleogénu i neogénu se opakovaně vyskytovaly obří formy tučňáků, které však vymizely po evoluční radiaci dravých mořských savců v průběhu oligocénu a začátkem miocénu.
Tučňákům se značně dařilo v období paleocénu (asi před 66 až 56 miliony let), krátce po vyhynutí neptačích dinosaurů. Tehdy dochází k prvnímu velkému vzepětí jejich vývoje, objevují se obří formy a celkově se tito ptáci diverzifikují.

### Výskyt moderních druhů
Tučňáci se vyskytují pouze na jižní polokouli, ovšem tvrzení, že žijí na jižním pólu, je mylné. U jižního pólu, coby středního bodu Antarktidy, panují natolik extrémní podmínky (až −82,8 °C), kterým by nedokázali čelit pravděpodobně ani samotní tučňáci. Nehledě na komplikace spojené s příliš velkou vzdáleností mezi břehem a bodem jižního pólu. Tučňáci obývají pouze okraj kontinentu a vždy se nacházejí nejdále zhruba 100 km od břehu, kde jsou minusové teploty přece jen mírnější (max. okolo −40 °C, navíc většina polárních druhů hnízdí během antarktického léta).
Ačkoli jsou tučňáci obecně spojováni se zimou, většina druhů žije v mírném až subtropickém pásmu; zatímco tučňák císařský (Aptenodytes forsteri) čelí třeskutým antarktickým mrazům v minus čtyřiceti stupních pod nulou, svádí tučňák brýlový (Spheniscus demersus) opačný boj s čtyřicetistupňovým parnem Jižní Afriky. Druh tučňák galapážský (Spheniscus mendiculus) hnízdí u samotného rovníku na Galapážských ostrovech, a tak se jako jediný ocitá i ve vodách „severního moře“, nad linií rovníku.
Včetně Antarktidy a přilehlých ostrovů chladné subantarktické oblasti (Falklandy, Jižní Georgie, Crozetovy ostrovy aj.), kde se vyskytují zástupci rodu Aptenodytes, Pygoscelis a Eudyptes, žijí tito ptáci taktéž v Jižní Americe a již zmíněné Jižní Africe (zejména rod Spheniscus), nebo v Austrálii a na Novém Zélandu (rody Megadyptes, Eudyptula a někteří zástupci z rodu Eudyptes).

## Fylogeneze a systematika
Řád tučňáci (Sphenisciformes) zahrnuje jedinou čeleď tučňákovití (Spheniscidae). Podle společných znaků (například rohovité destičky na zobáku a supraorbitální žlázy) i analýz DNA byli za sesterskou skupinu tučňáků určeni trubkonosí. Trubkonosí a tučňáci se od sebe patrně vydělili již někdy před 60 miliony lety, tedy nedlouho po vymírání na konci křídy.
Nejstarší fosilní rod tučňáka představuje Waimanu, který se vyskytoval před 62–60 miliony lety na Novém Zélandu. Tento tučňák dosahoval délky 80–100 cm, měl dlouhý štíhlý zobák, dlouhá křídla a dlouhé běháky; tělesnými proporcemi spíše připomínal potáplice. Podobného vzhledu nabýval příbuzný Muriwaimanu rovněž z Nového Zélandu, jehož datace spadá do doby před 62–58 miliony lety. Třetím nejstarším druhem je Crossvallia unienwillia z paleocénu Antarktického poloostrova, jehož klima bylo v té době mnohem teplejší a vlhčí. Velikost tohoto druhu je odhadována na 130–140 cm. Podle současných poznatků žil předek společný všech recentních tučňáků pravděpodobně na území již neexistujícího kontinentu Zélandie. Zástupci vůbec největších známých rodů tučňáků - Kumimanu a Petradyptes z paleocénu Nového Zélandu, vážili až kolem 160 kg.
Mnohem více druhů tučňáků je známo z eocénu, v současné době bylo popsáno nejméně 14 druhů patřících do sedmi rodů; Anthropornis (viz druh Anthropornis nordenskjoeldi), Archaeospheniscus, Delphinornis, Ichthyopteryx, Marambiornis, Mesetaornis, Palaeeudyptes (viz druh Palaeeudyptes klekowskii). Tito tučňáci tvořili dvě skupiny – menší druhy, velikostí odpovídající dnešním a obří druhy, dosahující velikosti výrazně přes 165 cm (patrně 170–200 cm) a hmotnosti 80–100 kg. Z eocénu jsou také známy první nálezy mimo Antarktidu (Argentina, Peru, Austrálie, Nový Zéland).
Rovněž z oligocénu je známa řada druhů, včetně modernějších forem s pokročilejší adaptací křídel (Platydyptes z Nového Zélandu). Z miocénu pochází početné nálezy tučňáků z Jižní Ameriky, především se pak objevují první nálezy zástupců moderních rodů (Spheniscus v Peru, Pygoscelis v Chile). První nálezy jihoafrických tučňáků pocházejí z pliocénu (rod Spheniscus). Skupina se výrazně diverzifikovala a geograficky rozšířila v době před 11,6 miliony let spolu s intenzifikací antarktického cirkumpolárního proudu.

Minimálně tři druhy tučňáků vymřely v historické době – ze 13. století je uváděn druh Tasidyptes hunteri z ostrova Hunter u Tasmánie, asi před 500 lety vyhynul na Novém Zélandu tučňák Megadyptes waitaha a teprve koncem 19. století blíže nezařazený tučňák z rodu Eudyptes na ostrově Chatham.

Možné podoby vyhynulých druhů
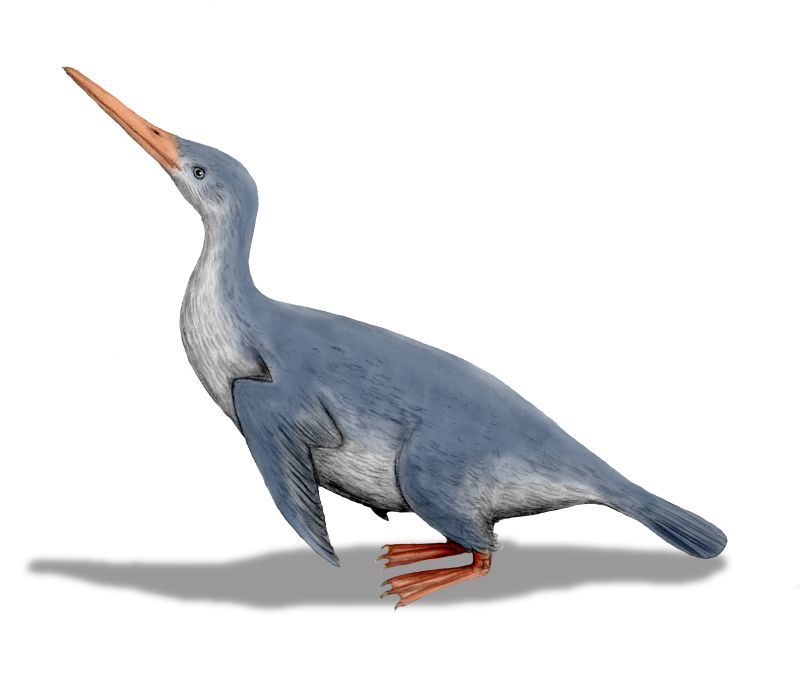
Waimanu manneringi, střední oligocén, Nový Zéland. Nejstarší známý druh
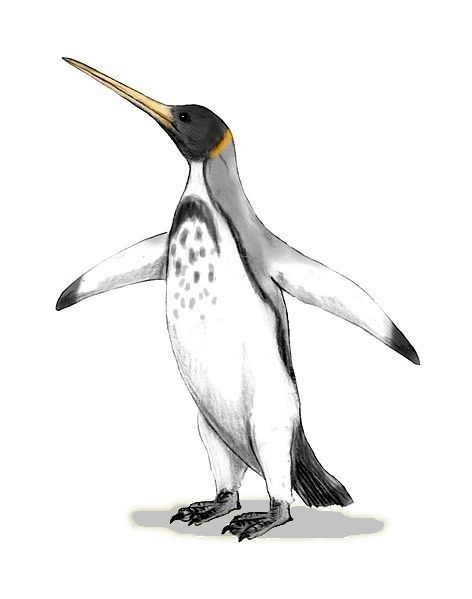
Icadyptes salasi, zástupce skupiny obřích tučňáků ze svrchního eocénu, Peru
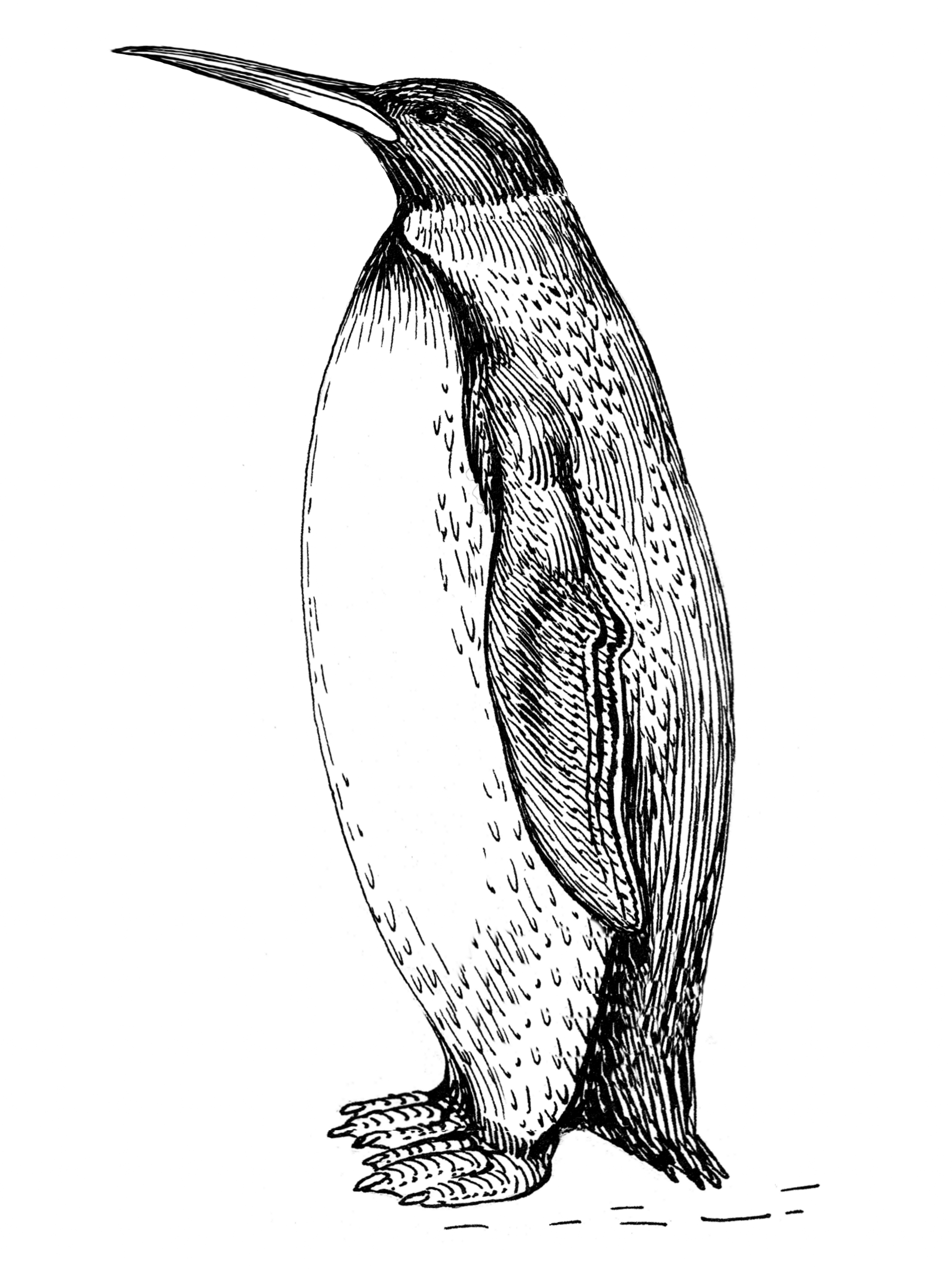
Palaeeudyptes klekowskii, pozdní eocén, Seymourův ostrov (Antarktida)
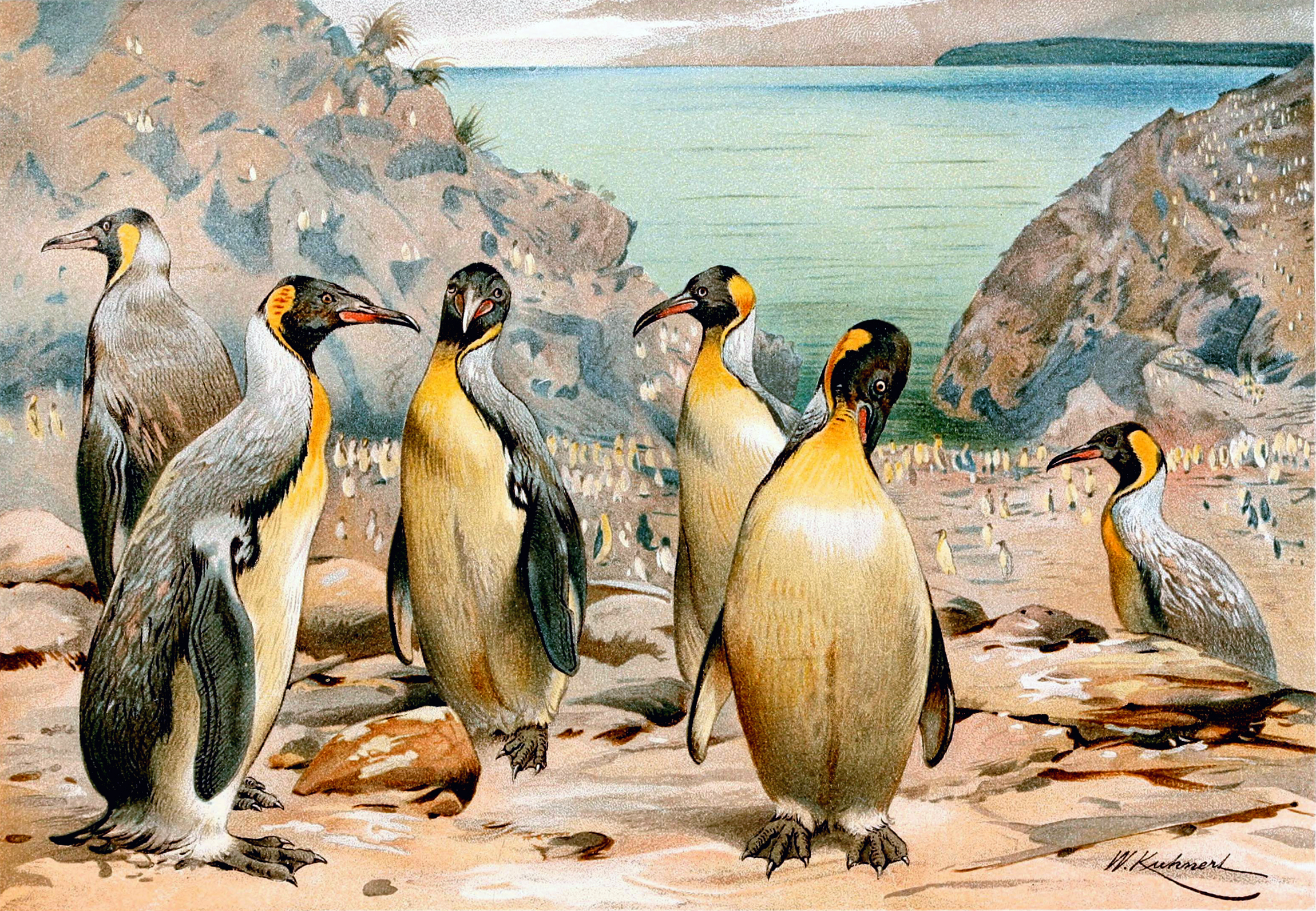
Pachydyptes ponderosus, oligocén až miocén, Nový Zéland

## Přehled žijících druhů
Čeleď Spheniscidae, tučňákovití
V nejběžnější klasifikaci odborníci rozlišují 18 recentních druhů tučňáků (od jiných se liší zpravidla jen jedním uznávaným nebo naopak jedním neuznávaným druhem, podle kterých existuje 17, případně 19 specií). Shodně je pak řadí do jasně vymezených šesti rodů.
| Rod         | Zástupci |
| ----------- | --- |
| Aptenodytes | tučňák císařský • tučňák patagonský                                                                                                 |
| Eudyptes    | tučňák chocholatý • tučňák královský • tučňák novozélandský • tučňák skalní • Eudyptes moseleyi • tučňák snarský • tučňák žlutorohý |
| Eudyptula   | tučňák nejmenší |
| Megadyptes  | tučňák žlutooký |
| Pygoscelis  | tučňák kroužkový • tučňák oslí • tučňák uzdičkový                                                                                   |
| Spheniscus  | tučňák brýlový • tučňák galapážský • tučňák Humboldtův • tučňák magellanský                                                         |

Tučňák skalní je rozdělen na dva druhy; tučňák skalní – jižní (Eudyptes chrysocome) a „tučňák skalní – severní“ (E. moseleyi; dříve poddruh tučňáka skalního) na základě výzkumu publikovaného v roce 2006, který poukázal na morfologické, vokální a genetické rozdíly mezi oběma populacemi. Podle studie publikované v roce 2019 by za samostatný druh mohl být uznáván ještě východní poddruh tučňáka skalního (E. chrysocome filholi) coby „tučňák skalní – východní“ (E. filholi), a tučňák královský je zde naopak poddruhem tučňáka žlutorohého.
K podobnému rozdělení by podle některých studií mělo dojít i u tučňáka nejmenšího, podle kterých se na základě mtDNA dvě populace odlišují; Eudyptula novaehollandiae pocházející z Austrálie a ostrova Otago (jinak poddruh E. minor novaehollandiae), a tučňák nejmenší (Eudyptula minor) vyskytující se ve zbylých oblastech.
Podle nových důkazů volají odborníci od roku 2020 ke změně v případě tučňáka oslího. Rozličné DNA (genomy) nebo mírně odlišné tvary a velikosti těl mezi ptáky z různých částí areálu jejich výskytu naznačují, že by mělo dojít k vytvoření nejméně čtyř nových druhů (celkem by se tak rozlišovalo 21 druhů, pokud by nedošlo k žádným dalším změnám v případě jiných zástupců). Takové rozdělení by mohlo pomoct při jejich ochraně – usnadní sčítání ptáků a sledování trendu populace, jelikož žijí v různých zeměpisných šířkách na jižní polokouli (jak na antarktickém kontinentu tak i dále na severu, kde jsou podmínky mírnější). Tučňák oslí sice nepatří mezi ohrožené druhy tučňáků, ovšem jen z globálního měřítka. Některé jeho populace nebyly zkoumány desítky let, u jiných je znám úbytek jedinců (viz ohrožení). V současné době se rozlišují pouze dva poddruhy (Pygoscelis papua papua a Pygoscelis papua ellsworthi). Bude-li provedena revize, latinské názvy druhů by vypadaly zřejmě takto: Pygoscelis papua, Pygoscelis ellsworthi, Pygoscelis poncetii a Pygoscelis taeniata.
rod
Aptenodytes

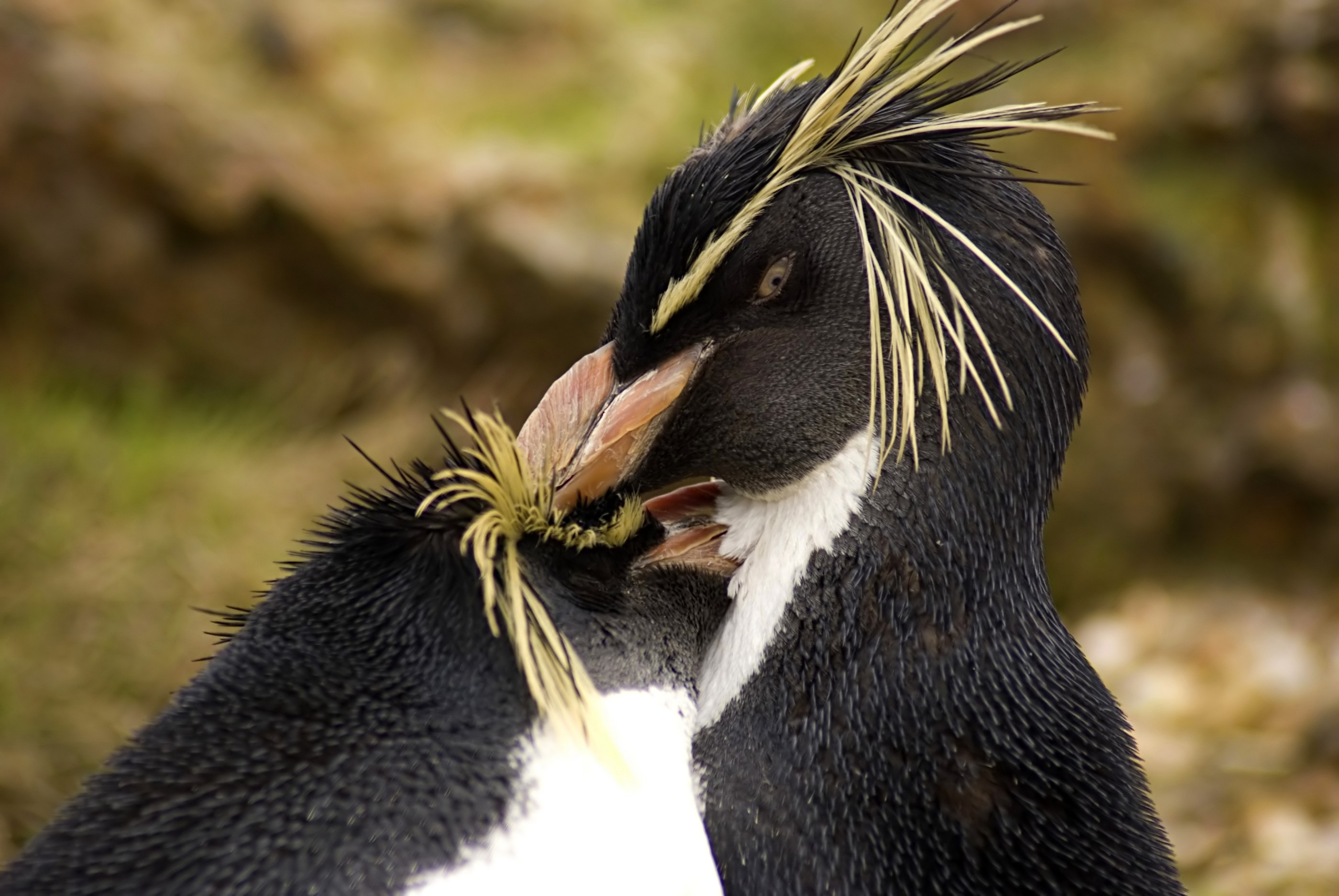
Tučňák skalní (Eudyptes chrysocome), hojný subantarktický druh

Oba druhy tohoto rodu patří k největším a nejvýrazněji zbarveným tučňákům. Jejich záda jsou modravě šedá, na krku mají zlatožluté skvrny, prsa jsou žlutavá nebo bílá a po stranách zobáku mají purpurové nebo fialové skvrny. Tučňák císařský hnízdí v drsných podmínkách na špatně přístupných místech daleko od pobřeží (na stabilní ledové pláni v Antarktidě). Má zdlouhavý rozmnožovací cyklus, rovněž jako tučňák patagonský, který odchová maximálně dvě mláďata během tří let. Oproti jiným druhům stráví většinu svého života na pevnině. Nejsou nikterak monogamičtí, povětšinou spolu jeden stejný pár hnízdí maximálně na tři chovné sezóny. Přesto je veřejnosti často předkládán opak, zjevně z důvodu popularity a vzhledové oblíbenosti. Snášejí pouze jedno velké vejce a nestaví si hnízda. Namísto toho vejce a posléze i mládě do určitého stáří vysedává na nohách rodičů, kde je zároveň skryto pod prokrveným záhybem kůže nacházejícím se na břišní části těla dospělých (kožním vakem). Hnízdí v koloniích, které čítají obvykle 7000 až 70 000 párů. Mláďata se po odchodu obou rodičů shlukují do takzvaných školek, kde se nemalý počet stejně starých vrstevníku pohybuje těsně při sobě. Pospolu jsou ve větším bezpečí a navíc se choulením zahřejí v panujících nepříznivých podmínkách. Obzvláště tučňák císařský je velmi náročný druh, kterého v zajetí mohou chovat jen ty nejprestižnější zoologické zahrady na světě. Například v Evropě jej (k roku 2019) trvale nechová žádná profesionální instituce.

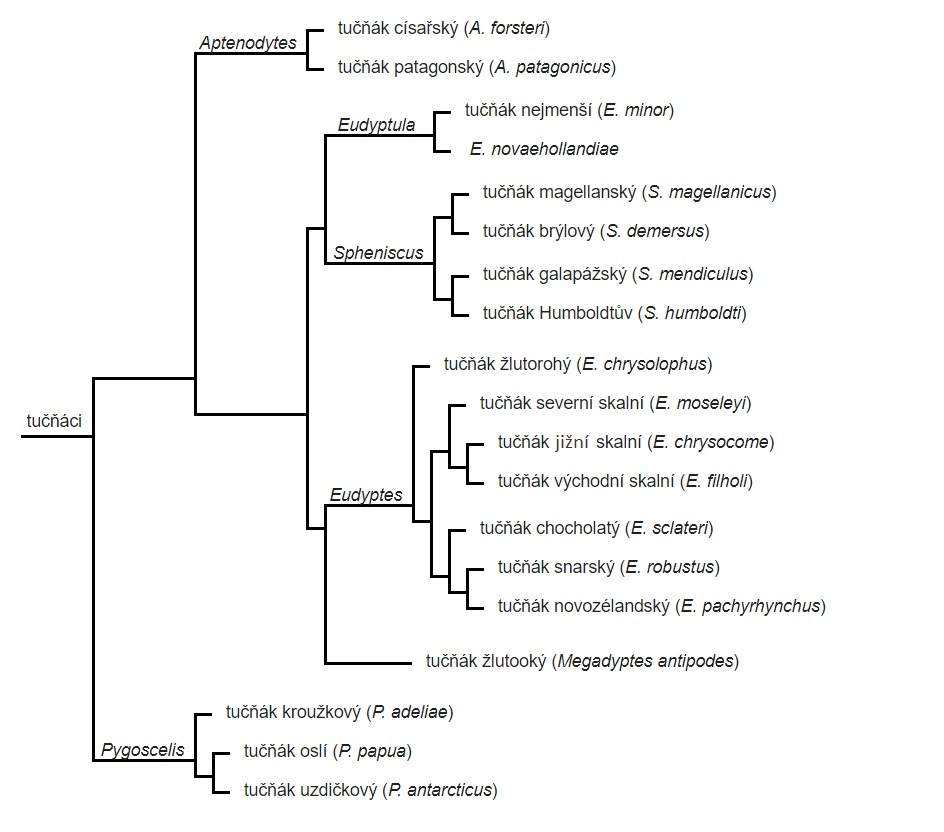
Vztah mezi rody a druhy podle Hailin. P., a kol., 2019. Není tu zmíněn tučňák královský, který je podle této studie poddruhem tučňáka žlutorohého. Naopak je tu rozdělen tučňák skalní na tří samostatné druhy (přičemž se uznávají obecně dva) a tučňák nejmenší na dva samostatné druhy. Tučňák žlutooký je jediný žijící zástupce spadající do rodu Megadyptes. Nomenklatura nových druhů je pouze orientační a není vědecky podložená.

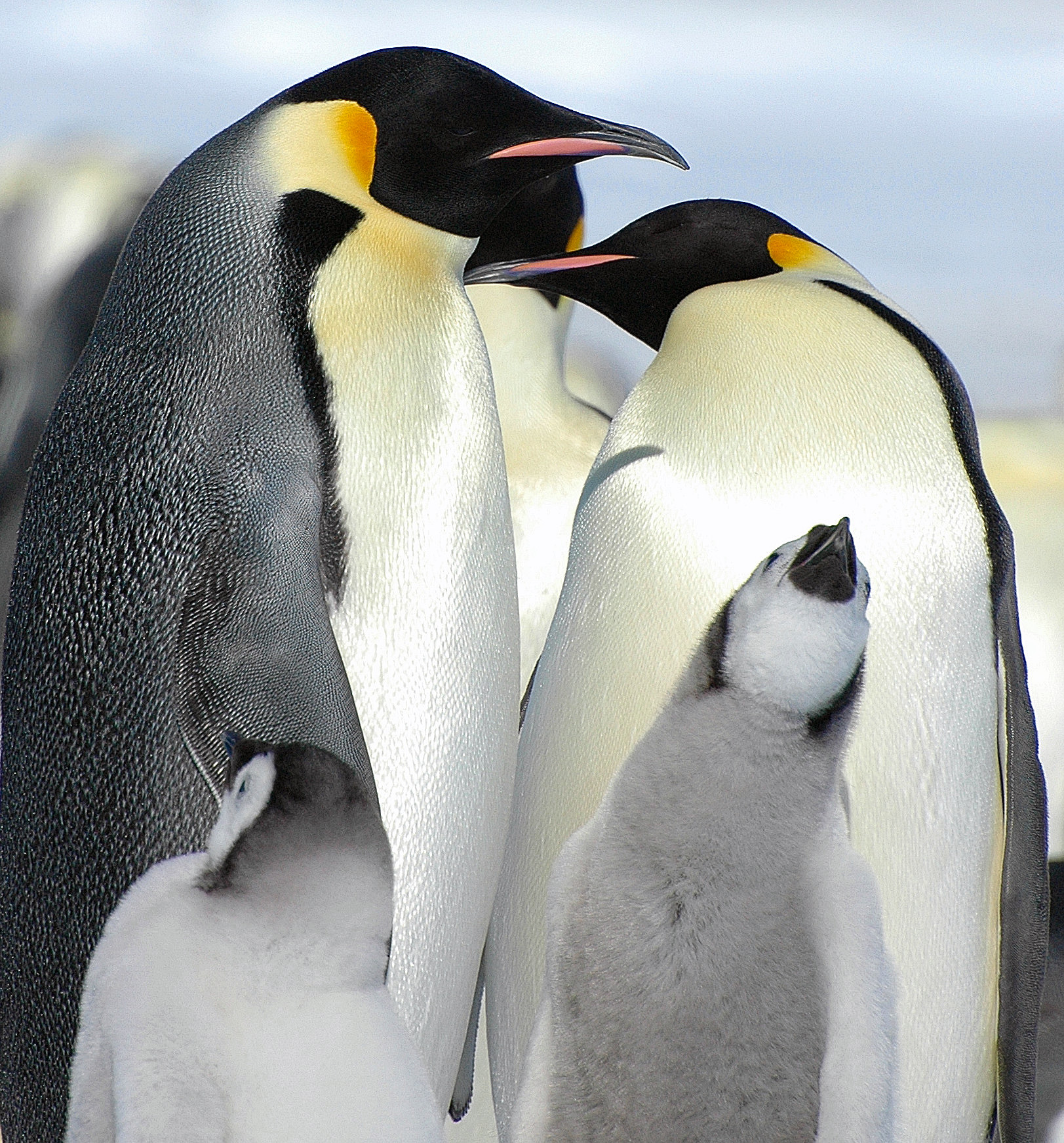
Tučňák císařský s mláďaty

- tučňák císařský (Aptenodytes forsteri); výskyt: Antarktida
- tučňák patagonský (Aptenodytes patagonicus); výskyt: subantarktické ostrovy (např. Falklandské ostrovy, Jižní Georgie)

rodEudyptes

Představuje středně velké tučňáky, svrchu tmavě šedé až černé, s bílou spodinou, s očima s hnědou nebo červenou duhovkou. Nad očima jim vyrůstají dlouhá ozdobná zlatavě žlutá pera. Zástupci tohoto rodu bývají z většiny části roku na otevřeném moři. Patří k sociálnějším tučňákům, využívajících rozsáhlého spektra dorozumívacích – zvukových – signálů. V období rozmnožování žijí v obrovských koloniích čítajících až 500 000 jedinců. Jednotlivé páry se nacházejí těsně vedle sebe (až tři páry na jeden metr čtvereční) a často tak svádějí boje o místo k zahnízdění. Umějí být poměrně agresivní, takže se v tomto období musí mít na pozoru i chovatelé v zoologických zahradách. Hnízdí na neobvyklých skalnatých výběžcích, které s kuráží zdolávají a překonávají, dokud se nedostanou na vytyčený cíl – hnízdiště. Na základě toho se jim vyvinul mnohem silnější a robustnější zobák, kvůli kterému jsou na první pohled odlišní. Vytvářejí velmi jednoduchá hnízda (například vystlaný důlek osázený kamínky). Samice snášejí obvykle dvě vejce ale ve většině případech vychová pár pouze jedno mládě. Odborníci evidují extrémní rozdíl mezi prvním a druhým vejcem, druhé snesené bývá až o 60 % větší, což není u jiných rodů běžné. Obvykle se z prvního menšího vejce mládě nevylíhne a nejspíš tak slouží k upoutání pozornosti ze strany dravců. Tím vzroste pravděpodobnost, že druhé mládě přežije a podaří se jej úspěšně odchovat. Po odchodu obou rodičů na moře se mláďata shlukují do nevelkých skupinek a chrání se vzájemnou pomocí proti chladným teplotám ale především proti predátorům. Jako ve skutečných školkách jsou i mláďata tučňáků pod dohledem starších. Avšak v jejich případě se jedná o mladé páry bez potomků, které teprve získávají cenné zkušenosti, nebo o páry, jež o snůšku přišly.

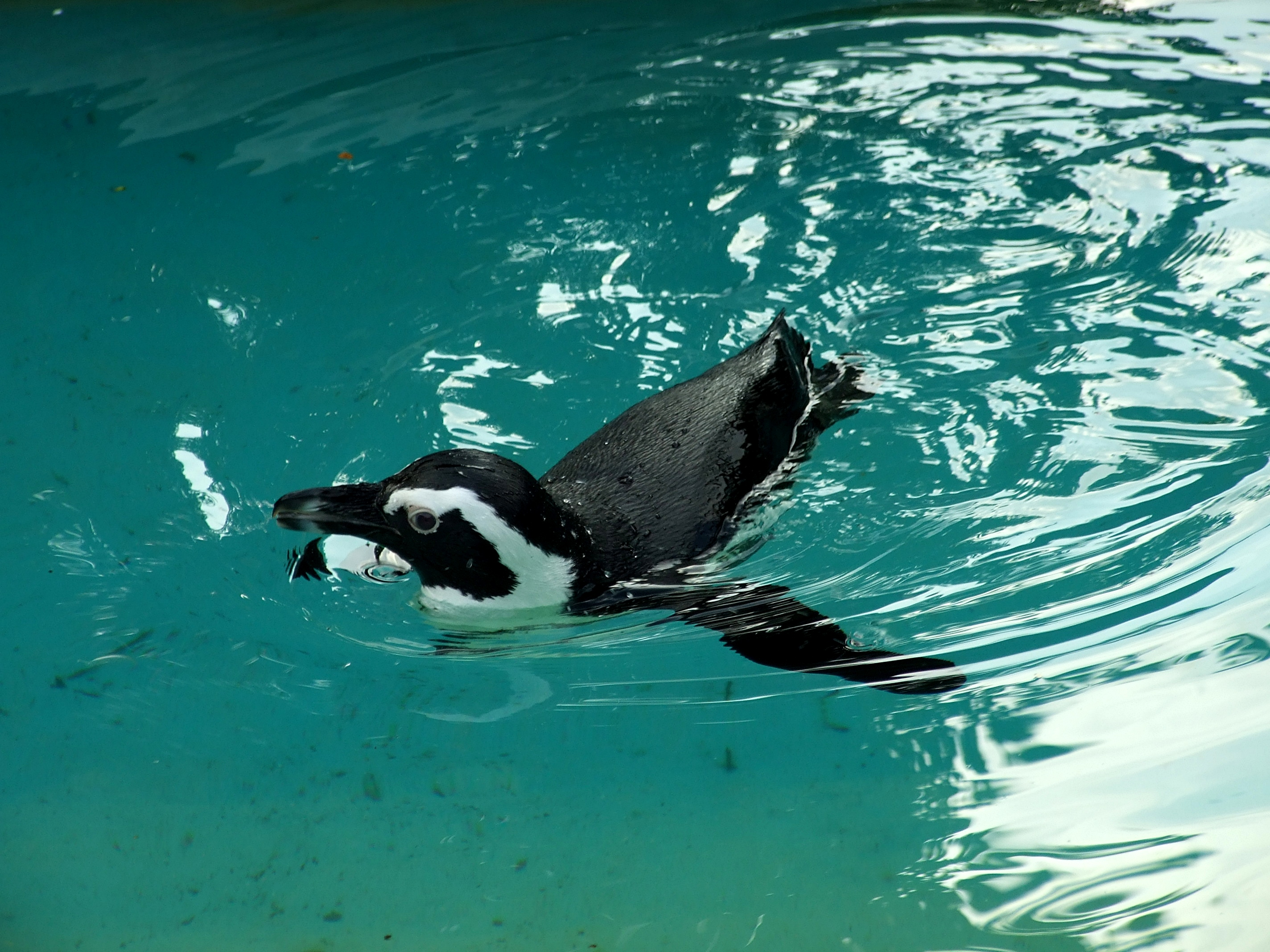
Tučňák brýlový (Spheniscus demersus), jediný druh hnízdící v Jižní Africe. V Česku jej chová Zoologická zahrada Ústí nad Labem

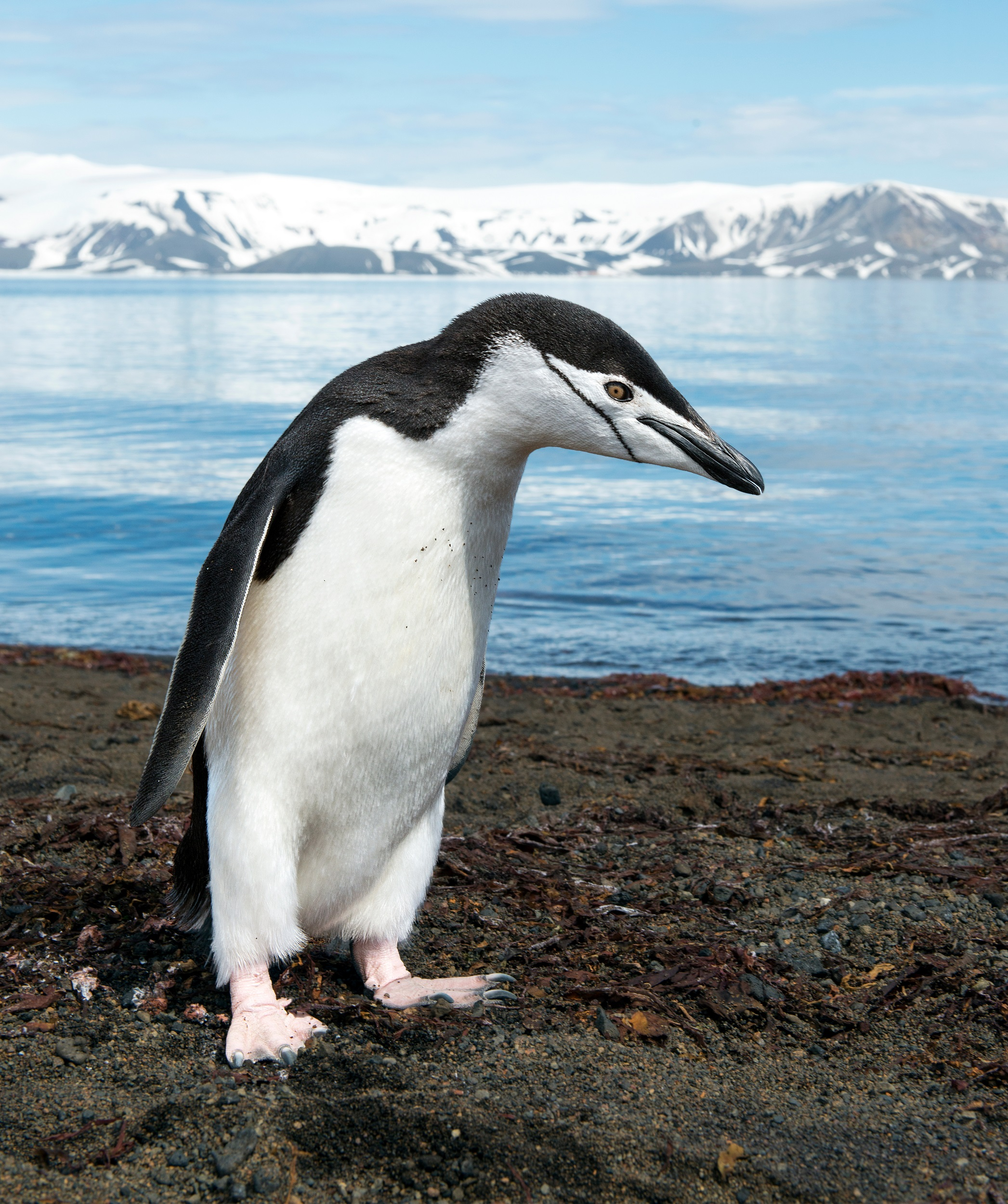
Tučňák uzdičkový (Pygoscelis antarcticus)

- tučňák chocholatý (Eudyptes sclateri); výskyt: Nový Zéland (převážně souostroví Bounty a ostrovy Protinožců)
- tučňák královský (Eudyptes schlegeli); výskyt: především ostrov Macquarie
- tučňák novozélandský (Eudyptes pachyrhynchus); výskyt: Nový Zéland
- tučňák skalní / jižní  (Eudyptes chrysocome); výskyt: Jižní Amerika, Falklandské ostrovy, Crozetovy ostrovy, Kergueleny, ...
- „tučňák skalní“ / severní (Eudyptes moseleyi); výskyt: Tristan da Cunha, Goughův ostrov, Svatý Pavel (hlavně lokalita v rámci jižního Atlantského oceánu)[110]
- tučňák snarský (Eudyptes robustus); výskyt: Nový Zéland (ostrovy Snares)
- tučňák žlutorohý (Eudyptes chrysolophus); výskyt: Jižní Amerika, Falklandské ostrovy, Jižní Georgie, Crozetovy ostrovy, ...

rodEudyptula

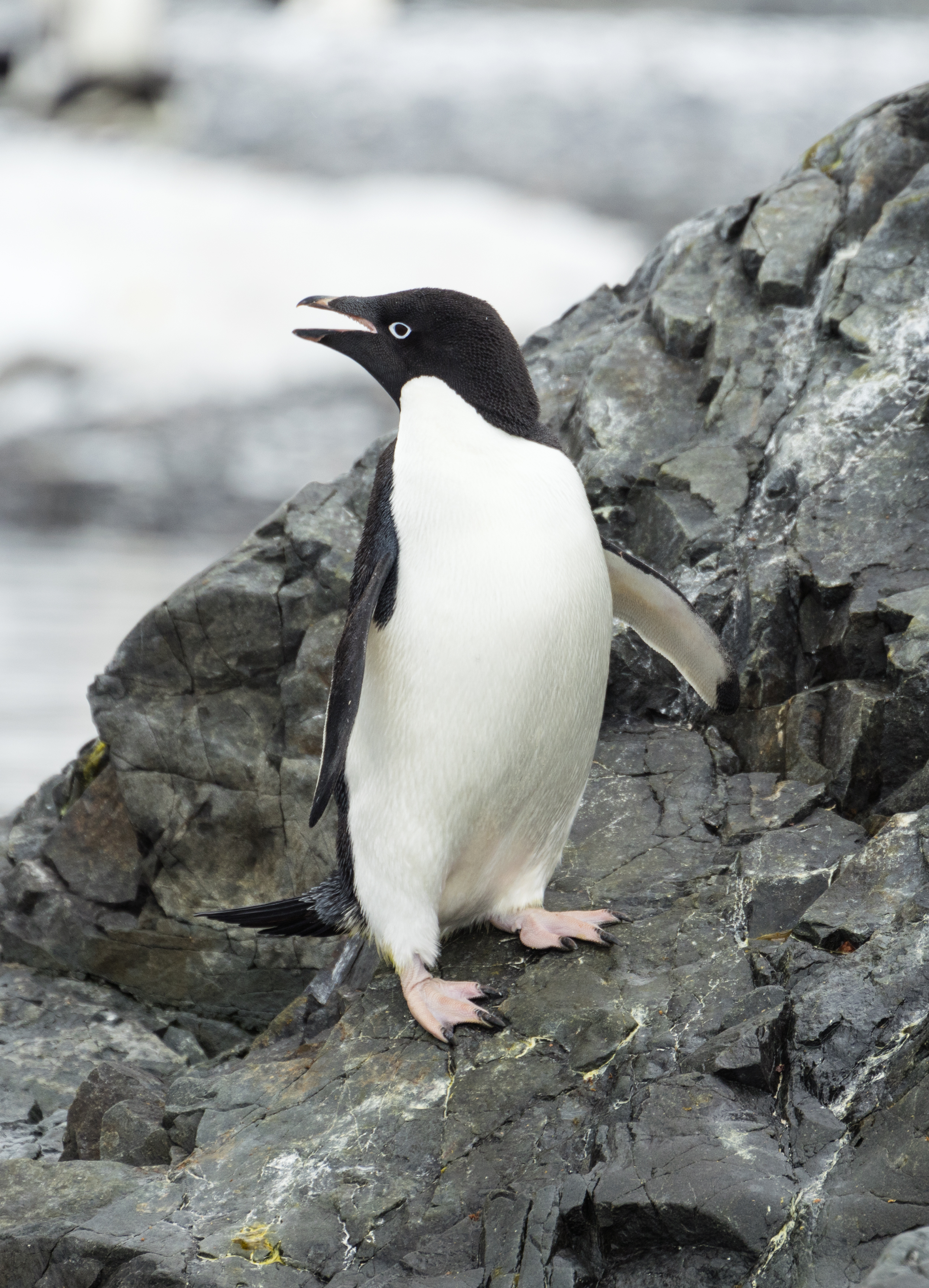
Tučňák kroužkový (Pygoscelis adeliae)

Představuje nejmenšího zástupce tučňáků. Liší se od ostatních nápadně světlým, modravě šedým peřím. Tučňák nejmenší se přímo adaptoval k nočnímu způsobu života. Vyhrabává si nory, ve kterých se koná v podstatě celý rozmnožovací cyklus. V nepřítomnosti rodičů se ptáčata na rozdíl od jiných druhů jednoduše schovají do útrob nor. Poměrně dobře se chová v zoologických zahradách.
- tučňák nejmenší (Eudyptula minor); výskyt: Austrálie, Nová Zéland

rodMegadyptes
Zahrnuje pouze jediný žijící druh, který je dnes poměrně vzácný – permanentně v ohrožení. Specifický je jeho žlutý pásek táhnoucí se kolem hlavy v oblasti očí.
- tučňák žlutooký (Megadyptes antipodes); výskyt: Nový Zéland
- †Megadyptes waitaha

rodPygoscelis
Jsou to ptáci s poměrně dlouhým kartáčovým ocasem a jasně definovaným černobílým „fráčkem“. Způsobem života se podobají tučňákům z rodu Aptenodytes, ale mají podstatně kratší rozmnožovací cyklus a vychovávají více než jedno mládě. Jsou to hojní a přizpůsobiví ptáci, kteří dnes nečelí prakticky žádné větší hrozbě.
- tučňák kroužkový (Pygoscelis adeliae); výskyt: Antarktida
- tučňák oslí (Pygoscelis papua); výskyt: Antarktida (spíše poloostrov), subantarktické ostrovy
- tučňák uzdičkový (Pygoscelis antarcticus); výskyt: Antarktida (spíše poloostrov), subantarktické ostrovy

rodSpheniscus
Zahrnuje tučňáky tmavě šedé až černé barvy na hlavě a zádech, kteří mají břicho bílé, okolí oka, zobáku a tváří nepokryté peřím. Přes tváře mají bílý pruh, na prsou příčné černé pruhy. Jsou to subtropičtí tučňáci navyklí vysokým teplotám, hnízdící i v čtyřicetistupňových vedrech. Z toho důvodu je jejich denní aktivita na souši často omezena na brzké nebo pozdní hodiny, jinak se pohybují raději v moři, nebo se skrývají ve stínu. Oproti antarktickým tučňákům tak mají kratší opeření o menší hustotě, a nedisponují ani tak výraznou vrstvou tuku. Jistě také proto se dobře chovají v zajetí, a návazně na to si zvykli si i na evropské podmínky. V zoologických zahradách se také úspěšně rozmnožují. Nehnízdi ve velkých koloniích, nepochybně z důvodu nízkého stavu populace. Stavějí si hnízda podobně jako tučňák nejmenší z rodu Eudyptes, tedy nory, nebo využívají různých děr v měkké půdě, případně dutiny ve skalách. Ze všech rodů tučňáků jsou tito ptáci asi nejvíce monogamičtí; jeden stejný pár spolu může hnízdit prakticky celý život. Na rozdíl od jiných druhů zde celkovou bilanci narušují hlavně mladé nezkušené páry nebo úmrtí jednoho z partnerů. Zástupci tohoto rodu patří mezi nejohroženější vyhubením. Tučňáci čelí různému nebezpečí za které může především člověk; ve zkratce nadměrnému rybolovu, invazi nepůvodních predátorů, haváriím ropných tankerů a úniku ropy, jinému znečišťováním oceánů, cestovnímu ruchu či průmyslovému rozvoji.
- tučňák brýlový (Spheniscus demersus); výskyt: Jižní Afrika
- tučňák galapážský (Spheniscus mendiculus); výskyt: Galapážské ostrovy
- tučňák Humboldtův (Spheniscus humboldti); výskyt: Jižní Amerika
- tučňák magellanský (Spheniscus magellanicus); výskyt: Jižní Amerika

## Hrozby

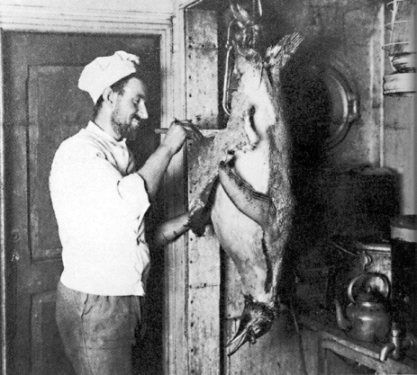
Kuchař, který zpracovává tučňáka císařského na třístěžňové plachetnici Endurance v roce 1914 (viz Shackletonova expedice do Antarktidy)

Tučňáci jsou vcelku houževnatí a adaptabilní ptáci a proto především člověk mohl, a ve většině případů stále může za to, že populace jednotlivých druhů klesá, nebo jsou ve vysokém ohrožení. Dříve, zejména v 19. a 20. století, byli tučňáci ve velkém loveni kvůli masu nebo hodnotnému tuku (podobně jako řada ploutvonožců či kytovců), navštěvovali se jejich hnízdiště za účelem sběru vajec, nebo docházelo k těžbě guána (nahromaděný trus tučňáků, jenž dobře posloužil při hnízdění), které se používalo jako hnojivo, což velmi ovlivnilo kupříkladu populaci tučňáka Humboldtova nebo brýlového. V důsledku toho se několik druhů nachází na pokraji vyhynutí nebo tučňáci z některých lokalit téměř vymizeli.
Dnes, ve 21. století, jsou tito ptáci chráněni, stejně jako velká část jejich biotopu, přesto nadále čelí různým hrozbám. Za ty největší lze považovat:

### Rybolov
Kvůli rostoucímu rybářskému průmyslu v některých oblastech výrazně ubylo sardelí, sardinek a jiných druhů ryb, kterými se živí tučňáci. Nejmodernější rybolovné techniky jsou velmi účinné a dokážou vylovit velké množství ryb, takže tučňákům, ale i mnoha dalším mořským živočichům, nezůstane dostatečné množství potravy. Nadměrný rybolov je tedy příčinou toho, že řada tučňáků umírá hlady.
Kromě toho se tučňáci také často chytají do rybářských sítí jako vedlejší úlovek, takže se buď ošklivě poraní a jsou snadnou kořistí pro predátory, nebo se utopí. Používaná zatahovací síť se ovine těsně kolem těla tučňáka, který tak nemůže uniknout.

### Cestovní ruch

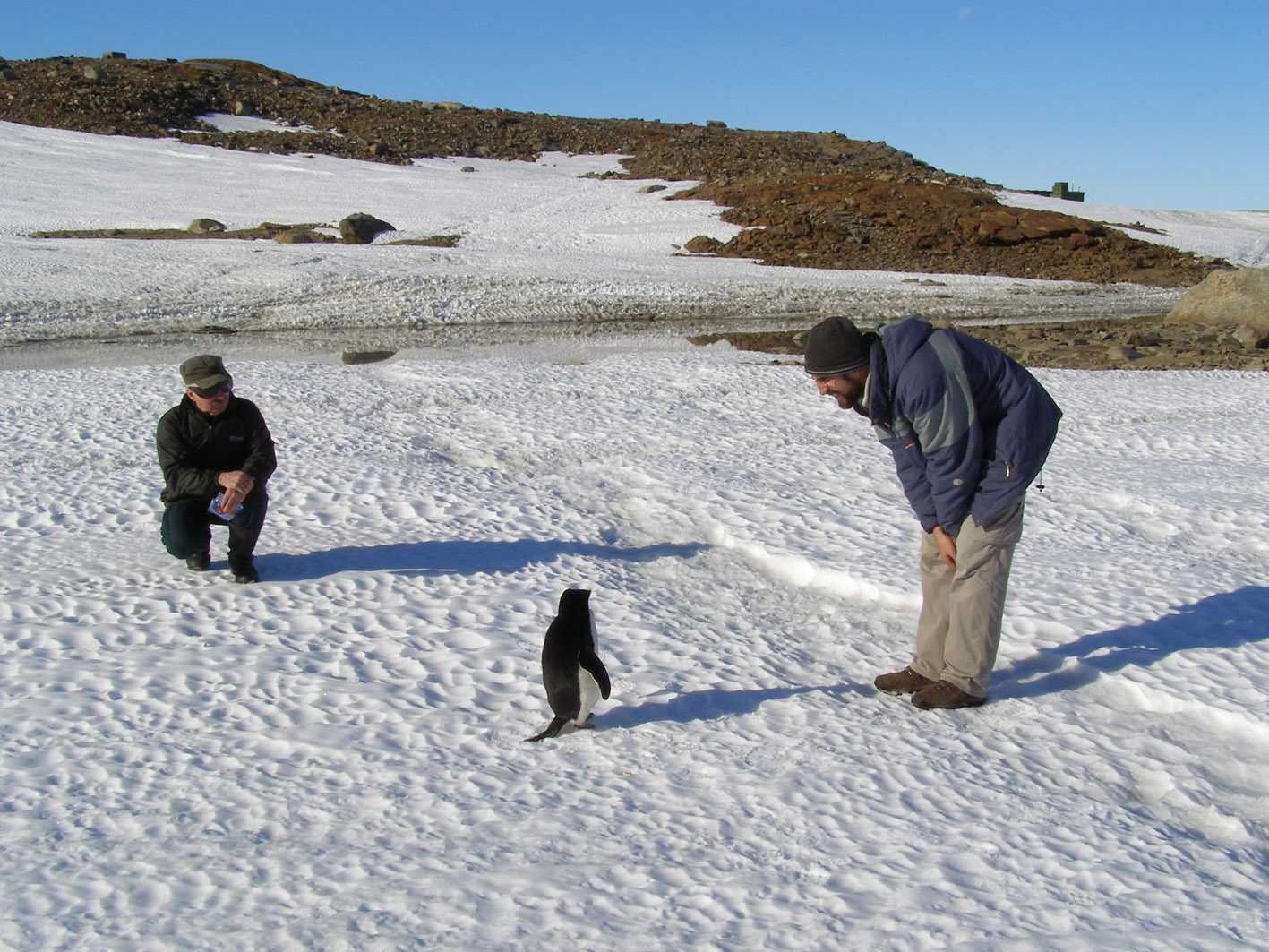
Tučňák kroužkový a člověk

Turismus začíná být pro tučňáky nebezpečný. Zvyšující se návštěvnost tam, kde tučňáci hnízdí, vytváří stresové situace, které ohrožují obvyklý klid a prostor při hnízdění. Podle jedné studie začínají být mláďata tučňáků císařských znepokojená už při přiblížení se helikoptéry na méně než jeden kilometr. Další výzkum, provedený na tučňácích patagonských, ukázal, že na hluk, lidský hlas a přiblížení člověka reagují zrychleným srdečním tepem, a to i ti, kteří jsou na přítomnost turistů zvyklí (leč mírnějším). Přítomnost člověka v chovných oblastech tučňáků žlutookých zase způsobuje, že mláďata nejsou pravidelně krmena, protože se dospělí tučňáci neodváží vstoupit na pevninu. Kromě toho přítomnost lidí nutí ptáky trávit více času ve stavu bdělosti, čímž si vyčerpávají klíčové energetické rezervy. Bylo prokázáno, že v narušovaných koloniích může být úspěšnost odchovu až o polovinu nižší, než je tomu v nerušených oblastech. Podle některých vědců se ale o přímé ohrožení nejedná. Tučňáci si na nové rušivé elementy dokážou do určité míry zvyknout a přizpůsobit se jim, nebo se to liší druh od druhu (až individuálně). Některé kolonie tučňáka kroužkového si třeba natolik osvojily výzkumné stanice, že v jejich blízkosti s oblibou hnízdí. Nicméně ani Antarktidu už pomalu nelze označit za nedotčenou.
Turistika živočichům může jistě pomoci (v rámci osvěty pro jejich ochranu), ale také uškodit pokud nebude zprostředkován rozumně. Bude tedy záležet na tom, jak se k tomu postaví ta či ta cestovní kancelář a co pro ni bude prioritní (aby motivací nebyl pouze finanční zisk), a jak ohleduplní budou samotní turisté.

### Fragmentace biotopu

#### Osídlení lidmi, invazní druhy živočichů (predace)
Během kolonizace (zejména různých ostrovů) člověk nejenom ničil oblasti klíčové pro vzácnou faunu, např. odlesňováním, ale způsobil také invazi nepůvodních druhů živočichů. Do spousty oblastí zavlekl např. krysy, myši, kočky, psy, králíky, jeleny, vačice, prasata, fretky či lasice, a každý tento živočich velmi negativně ovlivnil životní prostor: proměnil biotop nebo přitížil zde žijícím tučňákům. Na souši jsou tito ptáci zkrátka bezmocní. Menší savci se snadno přiživují na vejcích, větší masožravci napadají bezbranná mláďata i dospělé.

#### Znečišťování biotopu, průmysl

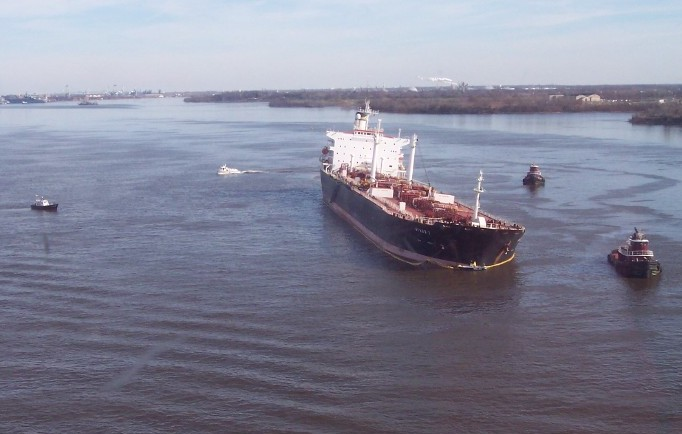
Havárie tankeru a únik ropné suroviny do moře

Lidská neohleduplnost při likvidaci odpadů má obzvláště závažné důsledky. Zejména v moři se hromadí kupříkladu plast, který vodu nejen znečišťuje, ale může tučňáky otrávit, nebo se jím mohou nedopatřením udusit. Dalším velkým nebezpečím je únik ropy do moře, např. po nehodě tankeru. Tučňáci jsou jedovatou ropou zamořeni (dostane se jim do peří, nebo ji polknou a otráví se) a často tedy odkázáni k záhubě. Tato lepkavá surovina znehodnotí jejich peří, přesněji omezí termoregulační funkci a samotný pohyb, takže nedokážou ani dostatečně rychle plavat, aby si mohli ulovit potravu, tudíž umírají hlady. Nějakou dobu také trvá, než se zamořená oblast stane znovu obyvatelnou.
Průmyslový rozvoj může zcela (a nevratně) narušit biodiverzitu, a otázkou je, kam až je člověk ochoten zajít: např. samotný antarktický kontinent, kde se rozmnožují ti nejotužilejší tučňáci, skrývá značné nerostné bohatství.

#### Oteplování oceánů, klimatické anomálie
Podél pobřeží Antarktidy je pravděpodobně stále tepleji. Rostoucí globální teplota na Zemi napomáhá vzniku podmínek podporujících příliv teplého a vlhkého vzduchu daleko na jih. Antarktida je však známá výrazným kolísáním teplot – v roce 2021 zažil jižní pól nejchladnější zimní sezónu od začátku pozorování a tedy i na úkor globálního oteplování, ale během právě skončeného léta došlo pro změnu k nejrozsáhlejšímu tání mořského ledu. Antarktický poloostrov je na tom z tohoto pohledu zdá se nejhůř: za posledních 50 let (přibližně od roku 1950) zde došlo k oteplení o 3 °C. V důsledku toho se zde odlamuje stále více ledových mas a tyto ledové kry pak mohou být nebezpečné: např. ledovec z východní části Antarktidy onačený jako D-28 (2019), nebo A-68 (2017), který se odlomil na Antarktickém poloostrově a později zamířil k Jižní Georgii, a byli kvůli němu ohroženi tučňáci a další živočichové, kteří tam žijí. Kdyby zde ledovec uvízl, odřízl by jim cestu k jejich lovištím. Ledovec nakonec jen proplul okolo Jižní Georgie, když se jeho největší část nejprve rozlomila, a nyní taje v moři. Někteří odborníci ovšem tvrdí, že jde o součást normálního cyklu ledovcového šelfu a k podobnému odtržení dochází pravidelně, vždy za několik desítek let. Pokud se ale naplní ten nejhorší možný scénář, v důsledku tání hladina moří stoupne na celém světě tak, že mnoho pobřeží může být zaplaveno. Tučňáci, kteří na takových místech staví svá hnízda, budou pak vyhnáni hlouběji do vnitrozemí. Zde se však setkají s antropogenním prostředím, které může představovat hrozbu. Antarktičtí tučňáci pak mohou přijít o značnou část území (ledové pokrývky), kde se mohou rozmnožovat.
Měnící se klima a jeho dopad se však netýká jen moří. Na souši jsou tučňáci také vystaveni vyšším teplotám a umírají kvůli neúnosnému horku, nebo se častěji vyskytují deště, což zase ohrožuje antarktické tučňáky, zejména mláďata, která mají ještě prachové peří bez hydroizolačních vlastností, takže snadno promoknou a uhynou kvůli chladu.

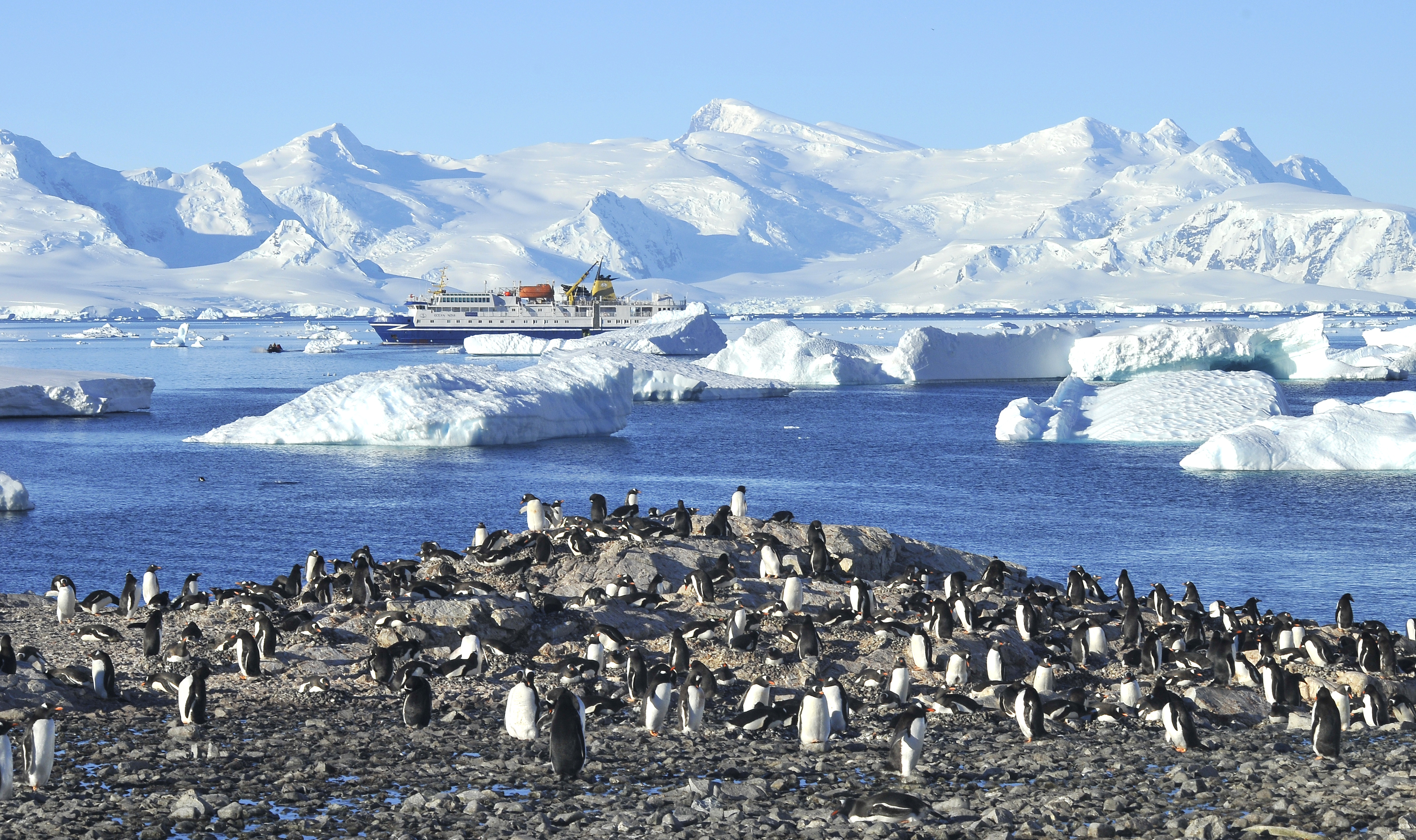
Tučňáci oslí v Antarktidě

Podle novozélandského Ministerstva památkové péče (DOC) jsou pozorované úbytky potravních zdrojů alespoň zčásti důsledkem oteplováním oceánů. Teplota oceánu koriguje roční biomasu mnoha druhů ryb; teplejší podmínky negativně ovlivňují tření ryb, což se podepíše na jejich výsledné populaci, nebo se ryby stahují do větších hloubek, kde je chladněji, ale pro tučňáky může být už taková hloubka vyčerpávající. Z Antarktidy mizí hlavní zdroj potravy, kril (souhrnné označení pro různé druhy korýšů), který žije ve velkých hejnech a živí se jím zdejší tučňáci a další mořští živočichové. Kril ke svému životu potřebuje řasy, které rostou na spodní straně ledu. S úbytkem ledu tedy zmizí i kril a nakonec i další mořští živočichové.
Kromě obecné změny klimatu může za proměnu ekosystému zřejmě i klimatický jev El Niño (případně protikladný La Niña, který však může i zlepšit dostupnost potravy, ale vznikají též rozsáhlé deště a záplavy nebo ve větší míře cyklony a tornáda, což může ohrozit přímo hnízdiště ptáků). Podle organizace Yellow-eyed Penguin Trust jde o jeden z faktorů, který ale spíše zapříčiní úbytek potravních zdrojů. Tento hydrogeografický „proces“ nastává vždy jednou za několik (3–12) let a dochází k tomu, že se moře ohřívá. To ztěžuje fotosyntézu řas a jejich rozmnožování kvůli nízkému obsahu živin ve vodě, v důsledku čehož se populace řas snižuje, což následně ovlivňuje populaci krilu, načež dále ryb atd.

## Stav ohrožení a populace

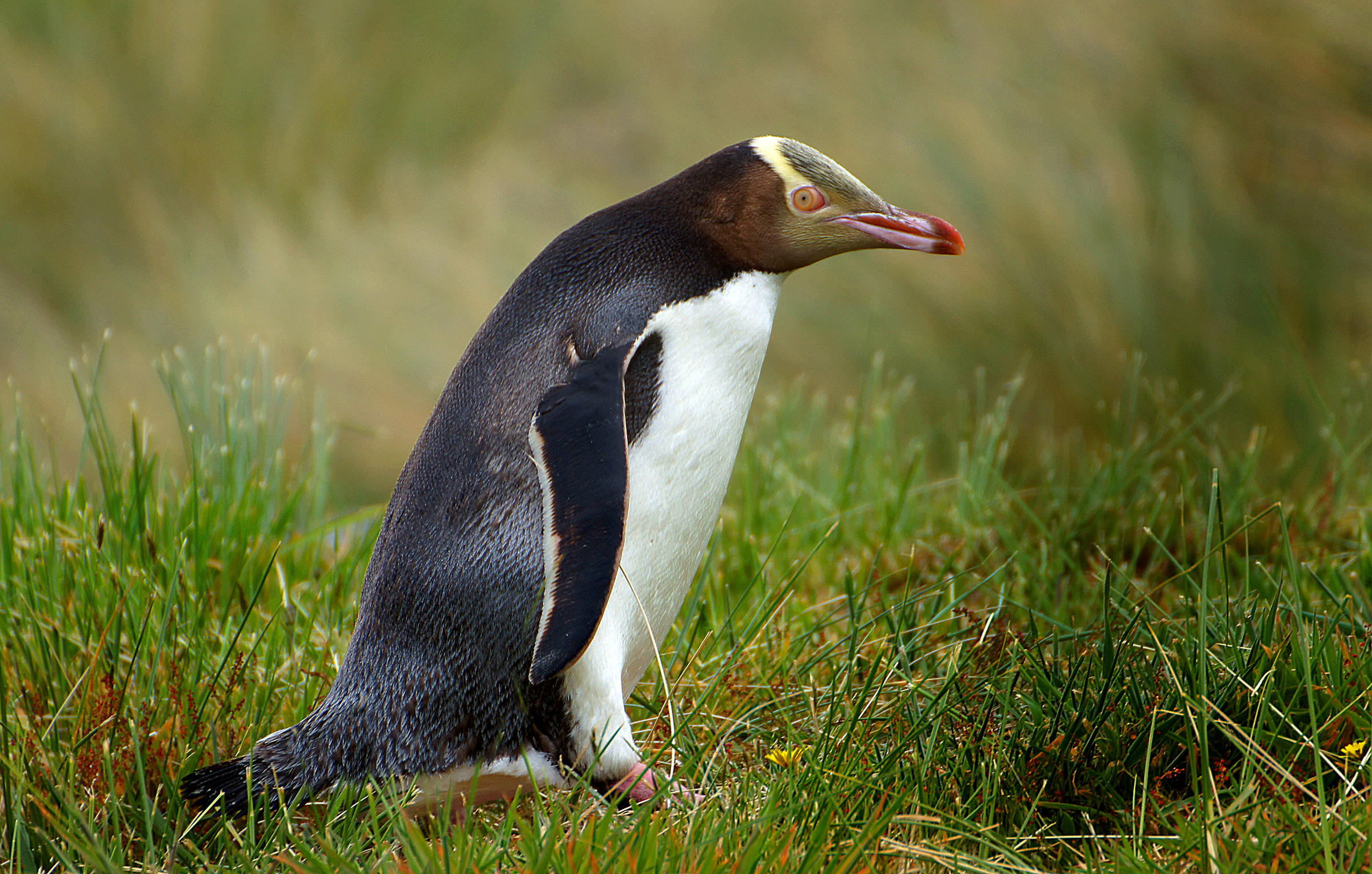
Tučňák žlutooký (Megadyptes antipodes) na obrázku a tučňák galapážský (Spheniscus mendiculus) jsou ohroženi vyhubením

Mezinárodní svaz ochrany přírody (IUCN) drží k roku 2020 toto stanovisko:
| Druh                                          | Stav ohrožení       | Trend     | Populace (dospělí jedinci)     |
| --------------------------------------------- | ------------------- | --------- | ------------------------------ |
| tučňák císařský (Aptenodytes forsteri)        | NT (téměř ohrožený) | klesající | neznámá, asi 513 000 (2019)    |
| tučňák patagonský (Aptenodytes patagonicus)   | LC (málo dotčený)   | rostoucí  | neznámá, asi 2 200 000 (2018)  |
| tučňák chocholatý (Eudyptes sclateri)         | EN (ohrožený)       | klesající | 150 000                        |
| tučňák královský (Eudyptes schlegeli)         | NT (téměř ohrožený) | stabilní  | 1 700 000                      |
| tučňák novozélandský (Eudyptes pachyrhynchus) | NT (téměř ohrožený) | klesající | 12 500–50 000                  |
| tučňák skalní / jižní (Eudyptes chrysocome)   | VU (zranitelný)     | klesající | 2 500 000                      |
| „tučňák skalní“ / severní (Eudyptes moseleyi) | EN (ohrožený)       | klesající | 413 700                        |
| tučňák snarský (Eudyptes robustus)            | VU (zranitelný)     | stabilní  | 63 000                         |
| tučňák žlutorohý (Eudyptes chrysolophus)      | VU (zranitelný)     | klesající | neznámá, asi 12 600 000 (2013) |
| tučňák nejmenší (Eudyptula minor)             | LC (málo dotčený)   | stabilní  | 469 760                        |
| tučňák žlutooký (Megadyptes antipodes)        | EN (ohrožený)       | klesající | 2 600–3 000                    |
| tučňák kroužkový (Pygoscelis adeliae)         | LC (málo dotčený)   | rostoucí  | 10 000 000                     |
| tučňák oslí (Pygoscelis papua)                | LC (málo dotčený)   | stabilní  | 774 000                        |
| tučňák uzdičkový (Pygoscelis antarcticus)     | LC (málo dotčený)   | klesající | 8 000 000                      |
| tučňák brýlový (Spheniscus demersus)          | EN (ohrožený)       | klesající | 41 700                         |
| tučňák galapážský (Spheniscus mendiculus)     | EN (ohrožený)       | klesající | 1 200                          |
| tučňák Humboldtův (Spheniscus humboldti)      | VU (zranitelný)     | klesající | 23 800                         |
| tučňák magellanský (Spheniscus magellanicus)  | LC (málo dotčený)   | klesající | 2,2–3 200 000                  |

## Chov v zajetí
V Evropě je chováno 10 druhů tučňáků. Nejčastějším zástupcem tučňáků v evropských zoo je tučňák Humboldtův, který je chován přibližně ve 130 zařízeních. V českých zoologických zahradách se chová tučňák Humboldtův (Zoo Praha, Liberec, Zlín a Plzeň), pocházející z Jižní Ameriky, a tučňák brýlový (Zoo Ústí nad Labem), který pochází z pobřeží Jižní Afriky. Oba se řadí mezi méně náročné zástupce, oproti třeba antarktickým druhům.
V historii byli v Zoo Jihlava chováni tučňák Humboldtův a tučňák brýlový. V pražské zoo se jednalo o tučňáka brýlového, tučňáka žlutorohého či tučňáka magellanského. V 70. letech 20. století se v Zoo Praha objevil také tučňák skalní.

## Odraz v kultuře

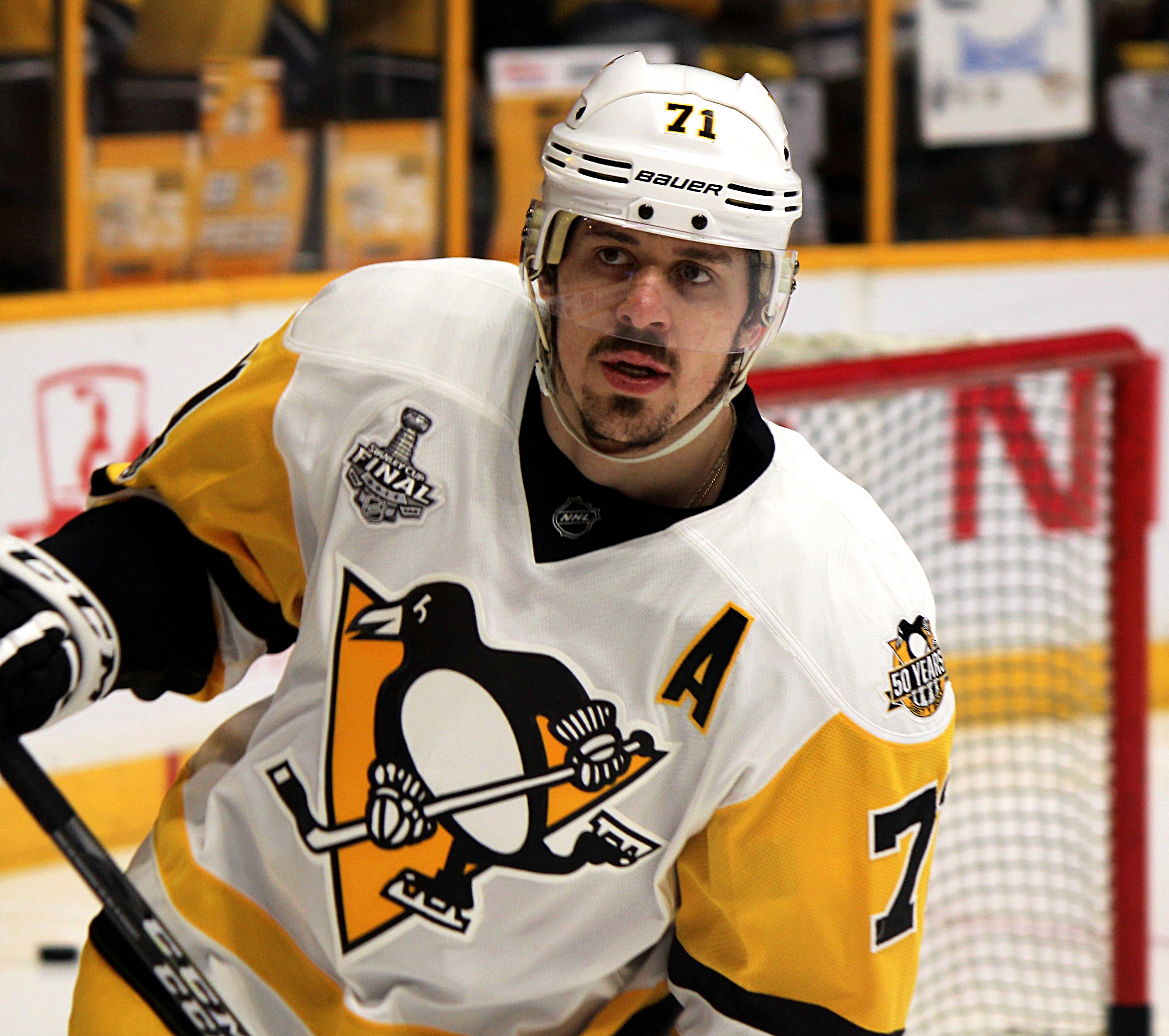
Jevgenij Malkin, dlouhodobý hokejový hráč týmu Pittsburgh Penguins, který má oblečený klasický klubový dres se znakem tučňáka (sezóna 2016/2017)

Tučňáci jsou velmi populární ptáci. Za touto slávou nepochybně stojí ono roztomilé až komické vzezření, především tedy specifická anatomie, respektive vzpřímené držení těla nápadně podobné člověku, stejně jako „nemotorná“ kolébavá chůze. Řada umělců a ilustrátorů (obzvláště knih pro děti) si tučňáky spojuje se severním pólem a ledními medvědy, ve skutečnosti zde ale nežijí.
Kromě zejména cizojazyčné literatury se vyskytují v řadě dokumentárních filmů – např. Putování tučňáků, Tučňáci – život z blízka, David Attenborough: Příběh tučňáka nebo Nigel Marven a tučňáci.
Populární jsou taktéž v kresleném, animovaném nebo filmovém odvětví. Mezi nejznámější snímky patří např. kreslený film Oblázek a tučňák, animovaný seriál Pingu, animovaný film Happy Feet, animovaný film Divoké vlny, animovaný seriál a film Tučňáci z Madagaskaru, rodinný film Pan Popper a jeho tučňáci nebo dobrodružný film Oddball a tučňáci.
V komiksové, filmové i herní sérii superhrdiny Batman spatříme tučňáka v nezvyklé podobě, v roli zločinecké postavy člověka, který si říká „tučňák“. Ve filmu Batman se vrací ztvárnil tuto roli herec Danny DeVito. V témže filmu figurují i živí tučňáci – tučňák patagonský, tučňák brýlový a uměle vytvoření tučňáci císařští, jako jeho věrní poskoci.
Tučňák je maskot operačního systému Linux, jehož první verze spatřila světlo světa roku 1991. Vývojářem linuxového jádra byl Linus Torvalds.
Věnované je jim populární britské nakladatelství Penguin Books, existující od roku 1935. Kromě samotného názvu je tučňák (podobný druhu tučňák brýlový) vyobrazen i na logu nakladatelství. Mimo jiného úzce spolupracuje s celosvětově známou mladou aktivistkou Gretou Thunbergovou, vyzývající k okamžitým akcím proti globálnímu oteplování.
Americká motocyklová firma Orange County Choppers (OCC), známá z reality show Americký chopper, zkonstruovala pro firmu Dryvit Systems Inc unikátní zakázkovou motorku (choppera), pro jejíž konstrukci a celkový design byl hlavní inspirací tučňák císařský.
Tučňáci nechybí ani ve sportu. Velmi známý je emblém zobrazující především „tučňáka s hokejkou“ v různých podobách, kterým se pravidelně vyznačuje americký hokejový tým Pittsburgh Penguins. Klub byl založen v roce 1967 a do dnes působí v nejprestižnější hokejové soutěži NHL. S „tučňákem na prsou“ hraje taktéž německý hokejový tým Krefeld Pinguine, ten od sezóny 1994/95 působí v tamní nejvyšší hokejové lize. Tučňák se krátce objevil i na dresu českého týmu pod názvem HC Velvana Kladno (dnes Rytíři kladno).
Tučňáci mají i své svátky. Dne 20. ledna se slaví Den povědomí o tučňácích a 25. dubna Světový den tučňáků.

### Heraldika
Tučňáci se stali tváří několika znaků územních celků. Tučňák žlutorohý je vyobrazen na znaku a vlajce britského zámořského území Jižní Georgie a Jižních Sandwichových ostrovů. Tučňák podobný druhu tučňák císařský nebo tučňák patagonský se nachází na znaku i vlajce teritoria Britského antarktického území. Na znaku Argentinské Antarktidy (Argentinského antarktického teritoria) jsou vyobrazeni čtyři malí černobílí tučňáci a Francouzská jižní a antarktická území spadající do francouzského zámořského teritoria mají ve znaku tučňáka patagonského.

Znak Jižní Georgie a Jižních Sandwichových ostrovů
Znak Britského antarktického území
Znak Argentinské Antarktidy
Znak Francouzských jižních a antarktických území